# 営団8000系電車
営団8000系電車（えいだん8000けいでんしゃ）は、1981年（昭和56年）4月1日より営業運転を開始した、帝都高速度交通営団（営団）の通勤形電車。2004年（平成16年）4月の営団民営化に伴い、東京地下鉄（東京メトロ）に継承された。

## 概要
半蔵門線用の車両として、1980年（昭和55年）から1994年（平成6年）にかけて190両が東急車輛製造・日本車輌製造・川崎重工業・近畿車輛で製造された。基本設計は千代田線用の6000系および有楽町線用の7000系に準拠するところが多いが、日本の営業用電車で初めてボルスタレス台車を採用している。
半蔵門線の路線自体は1978年（昭和53年）8月1日の渋谷駅 - 青山一丁目駅間が最初の開業区間で、この8000系が営業開始するまでの約2年半の間、営団は自ら車両を保有せず、乗り入れ先の東京急行電鉄（現：東急電鉄）より8500系を借用して運用していた。
理由は、半蔵門線開業時に東急電鉄で使用していた鷺沼検車区を譲り受ける予定であったが、東急鷺沼検車区の移転先である長津田検車区の建設工事が遺跡発掘調査の影響で遅れたため、鷺沼検車区は当面の間東急の車両基地として運営されたため。営団地下鉄は車両を検査・管理する車両基地がないことから、東急の車両を借り受けて営業した。このほか、半蔵門線の初期開業区間（渋谷駅 - 青山一丁目駅間）は距離が短いため、営団側で車両を新製投入しても運用車両よりも予備車両の方が多くなり、経済面から見て不適合との理由もある。ただし、その後東急田園都市線の輸送量の大幅な増加もあり、営団地下鉄側でも車両投入の必要性が生じたため、営団の車両として本系列を投入することとなった。
当初は各駅停車専用だったが、1991年3月のダイヤ改正時から優等列車への使用が開始された（当時の運用では東急車のみ各駅停車・優等列車運用を設定、営団車は各駅停車のみ設定）。三越前延伸開業前でも快速と急行の種別入り行先表示コマは存在しており「快速 三越前」「急行 三越前」「快速 中央林間」という使用実績のない表示もあった（落成当初の1・2次車は快速・急行コマ自体が非設置）。

## 外観
アルミニウム合金製車体に、半蔵門線のラインカラーである紫帯を巻いている。5次車までの車体構造はアルミの板材や形材を組み合わせ、全溶接工法によって組み立てる骨組構造である。側面窓は当初から1段下降窓式を採用しており、これらの意匠変更は当時増備されていた6000・7000系にも反映されている。
前面形状は千代田線用の6000系をベースとしているが、額縁スタイルに変更され、運行番号表示・行先表示器は上部に独立して設けている。前面の傾斜を下方まで延長したことや台枠下部を絞り形状とし、スマートさを感じさせるようにさせた。前照灯・尾灯は角形化して紫の帯部に収めた。前面の非常口は6000系同様に貫通扉に非常階段が組み込まれており、使用の際は非常扉を前に倒して使用する。
当初は田園都市線内における優等列車の運用は考慮しておらず、急行標識灯は設置されていなかった。その後の3次車以降は新製時より設置され、1・2次車も三越前開業時までに改造で設置されたが、2002年（平成14年）4月に同線での使用が停止された。その後、後述する更新（B修）を施行した編成は完全に撤去された。
車体側面のラインカラーは当初、アルミの板材に焼き付け塗装をしたものを取り付けていたが、後に腐食防止対策としてフィルム式に交換されている。なお、4次車以降は当初からフィルム式。また、全車両の連結面間に転落防止幌を装備している。
なお、当初設計されたモックアップでは基本デザインは同じながら前照灯は丸型で、尾灯も分離されており6000系に近い配置であった。このデザインはモックアップのほか、1978年に発売された半蔵門線開通記念乗車券に描かれたイラストでも見ることが出来る。
1 - 3次車までは営団地下鉄初の本格的な冷房準備車で落成し、当初から屋根の中央に集中式冷房装置を取り付けられるように準備されていた。冷房準備車として落成した理由は、この時期になると乗り入れ会社線の車両の多くが冷房を搭載しており、営団線内では冷房はなくてもよいが、乗り入れ会社線内だけでも冷房車を走らせなければならない時期が来ることも予想されたからである。
開口部はフタがされ、上部に通風器2台と開口部の前後に車内の換気を行う2台の排気扇が設置された。車内天井部には冷房用ダクトと吹き出し口、中央に三菱電機製の横流ファン（ラインデリア）を設置した。さらに冷房配線も施工されており、冷房装置本体と電源装置を取り付ければ、すぐに冷房装置が使用できるようになっていた。当初の冷房方式は稼働率制御方式（ON/OFF制御）で、電源は三相交流440V,60Hzを出力するブラシレスMG（5両分の給電能力を有する160 kVA）が想定されていた。ただし、実際の冷房化改造時には直流600Vを電源とするインバータ制御式冷房装置とDC-DCコンバータの省エネルギー型システムの採用に変更された。その後、1988年（昭和63年）から1989年（平成元年）にかけて全車両に冷房装置（インバータ制御式、冷房能力48.84 kW〈42,000 kcal/h〉）搭載改造を施工した。また、半蔵門線は営団の路線で最初に全車両の冷房化が完了した。編成中の弱冷房車は2号車に設定されている。
4次車以降の車両は新製当初より冷房装置を搭載している。この新製冷房車では排気扇は省略されている。また、冷房装置搭載車では冷房電源として5両分の給電能力を持つ130 kW出力のDC-DCコンバータが先頭車床下に搭載されている（架線からの直流1,500 Vを直流600 Vへと変換して冷房装置に電源を供給する）。
編成中の8500形・8600形には工場内における分割運転を考慮して、連結面寄り妻面の収納キセ内に簡易運転台を設置している（外妻面には前灯・尾灯などがある）。ただし、3次車以降は可搬形の簡易運転台ユニットを使用する方針としたため、簡易運転台接続用コネクタのみの設置として、それ以外を廃止している。

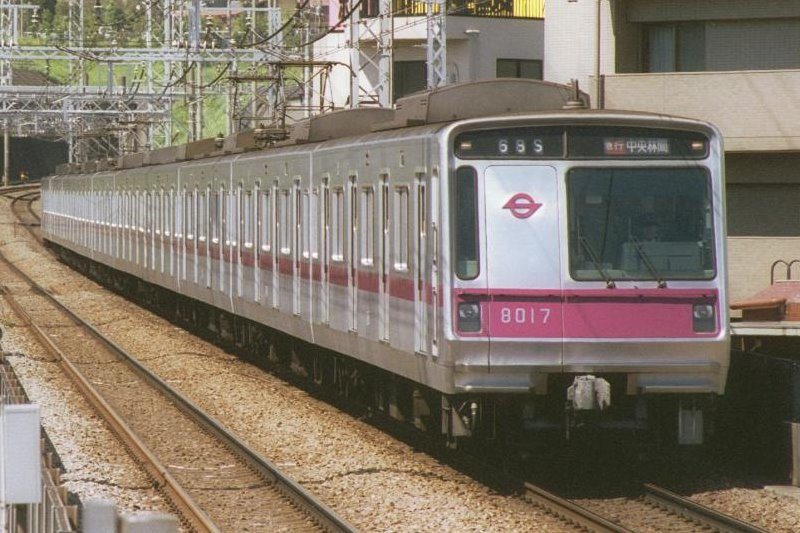
営団時代の第17編成
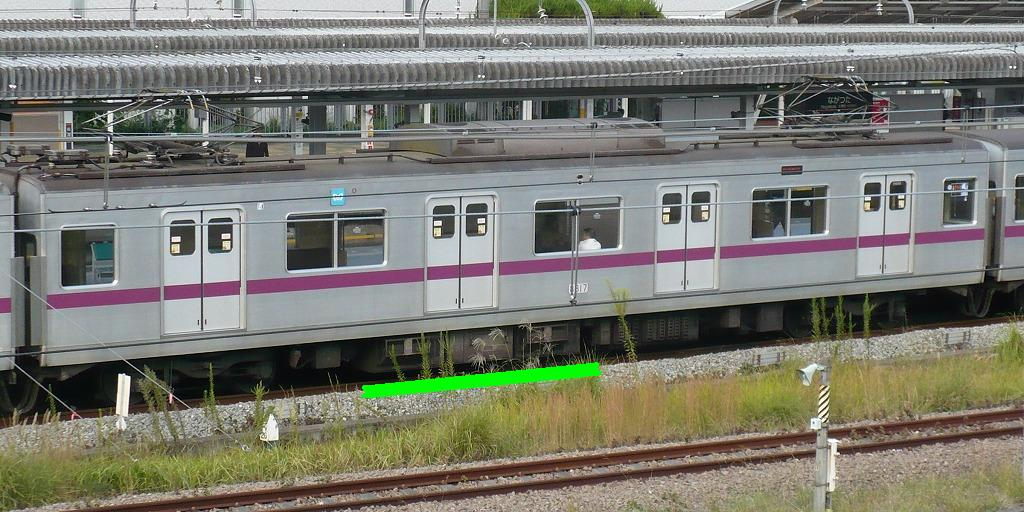
4次車の8817号車。制御装置はAVFチョッパ式（黄緑の線上部がチョッパ装置）

### 6次車
1994年度に製造された6次車（8601 - 8607・8701 - 8707号の計14両）はそれまでの車両とは車体構造や内装の仕様などが大きく異なり、当時他線区で増備が進められていた「0x系列」の設計思想が取り入れられている。
車体製作工法を05系初期車（第01 - 13編成）と同じアルミの大形押出形材を使用した連続溶接工法により側面見付けが平滑に仕上がっている（05系初期車と同一車体）。外観で車体裾が短いために従来車よりも高さが異なるようにも見えるほか、座席掛け幅の変更から扉間隔が異なる（7人掛け座席間基準で4,750 mm（3,450 mm＋1,300 mm）から4,870 mm（3,570 mm＋1,300 mm）へと変更）。側窓高さは拡大され、車端部は固定窓としたほか、妻面窓もやや大きい。行先表示器は字幕式からLED式化された。なお、このグループでも前述した座席の交換が実施された。
客室内装は化粧板を白色系で淡いグレーの色調に、床敷物は灰色のツートンに変更された。客用ドアはガラスを帯の上まで拡大、また複層ガラスとした。座席は紫系総柄プリント品を採用し、バケットシートに変更、1人分の掛け幅も430 mmから450 mmに拡大された。袖仕切りは丸みを帯びた形状へ、また荷棚端と仕切は分断された形状となった。これは翌年度以降に落成する南北線用の9000系2次車と3次車へも採用された。また、網棚は金網式からステンレス線を格子状にスポット溶接したものに変更された。このほかに天井高さを70 mm拡大した2,310 mmとしている。

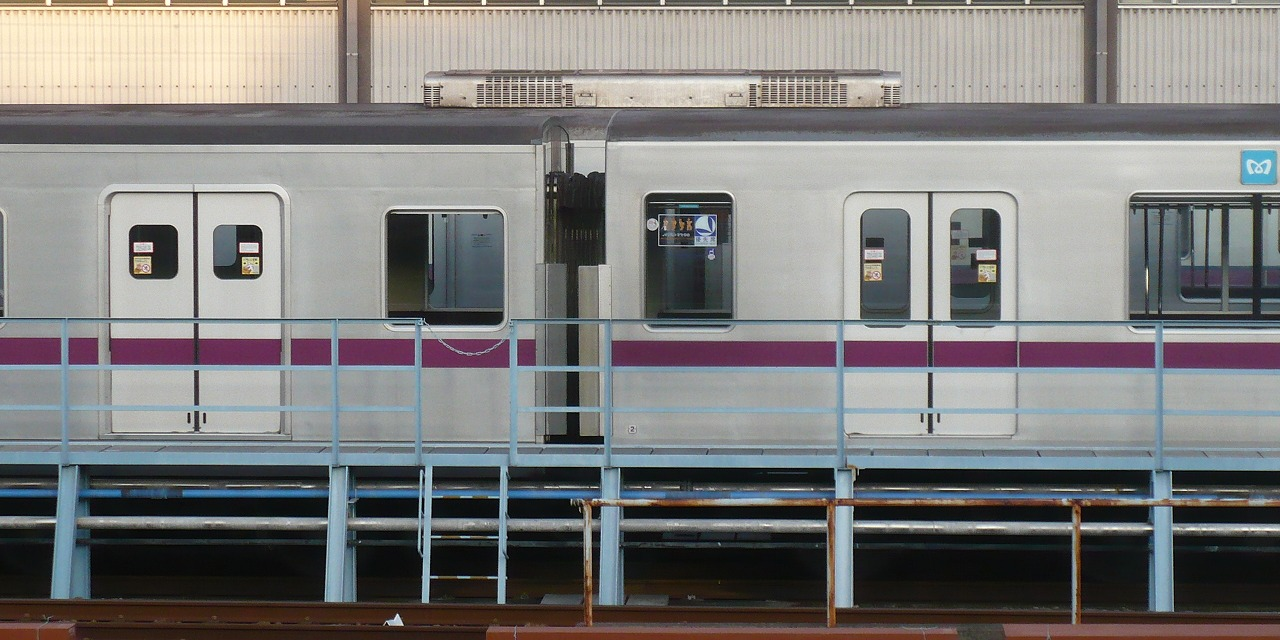
未更新1次車（左）と6次車（右）の連結部。ドアガラスの大きさが異なる。
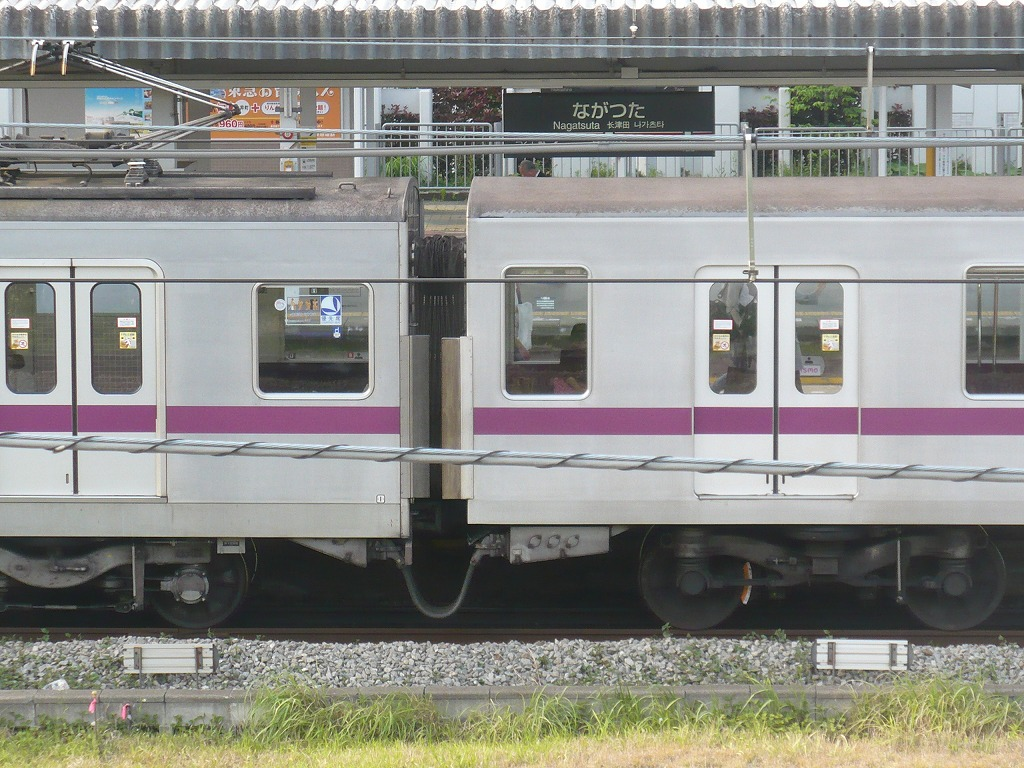
8707号車（6次車）と8807号車（2次車の更新車）の連結部。車体高さや台車などの構造が異なる。
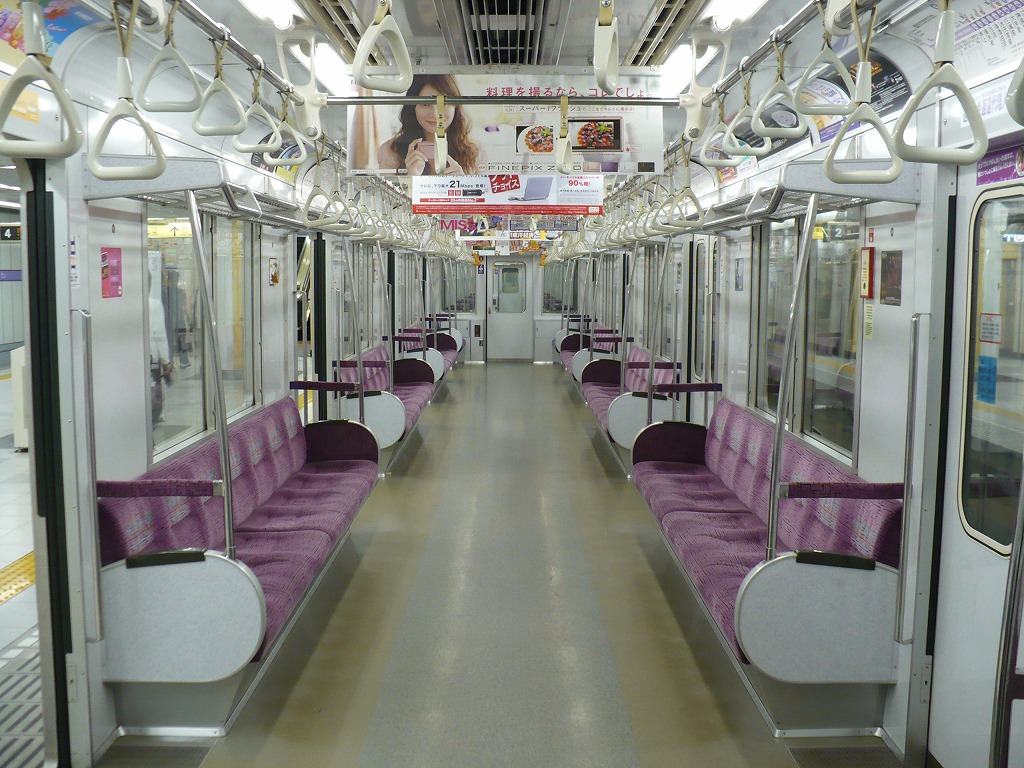
6次車（8705号）の車内。車内デザインが一新された。
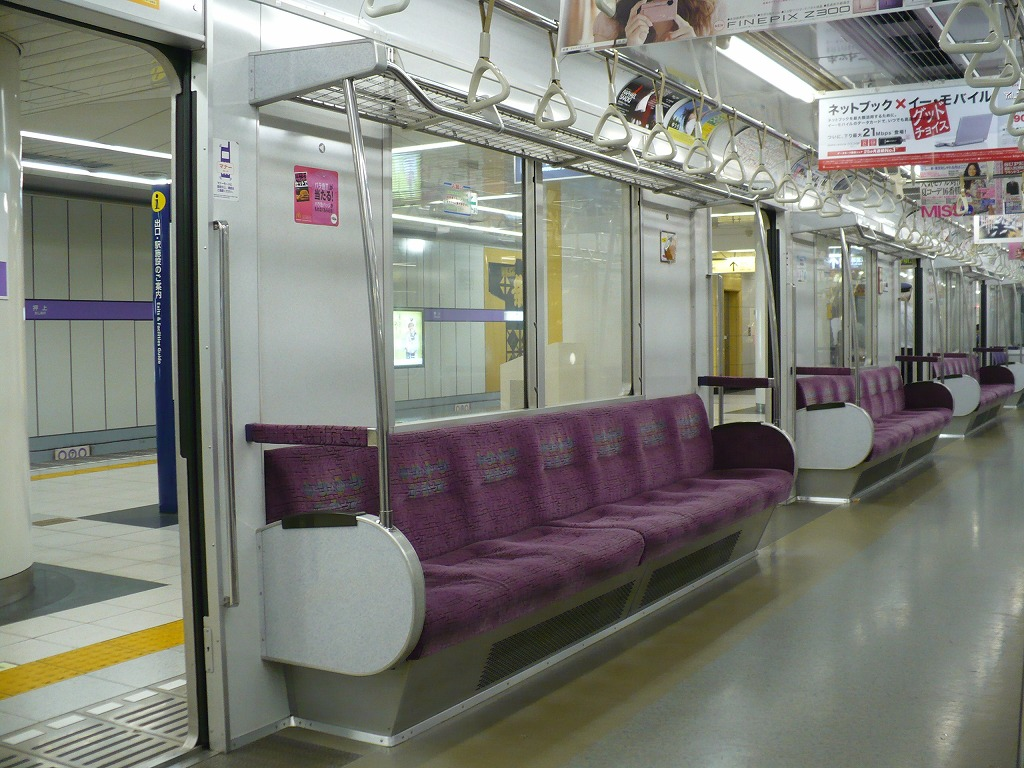
バケットシートを採用した6次車の座席。

従来車に合わせるためドア上部の車内案内表示器・ドアチャイム、および車外スピーカーは省略していたが、後述の更新時にこれらのものを設置している。また、連結面貫通扉は従来車に合わせた貫通路幅800 mm（この当時の他線向けの新車は車椅子の通行を考慮した900 mm幅となっている）となっている。台車についても異なるものが使用されている。

## 内装

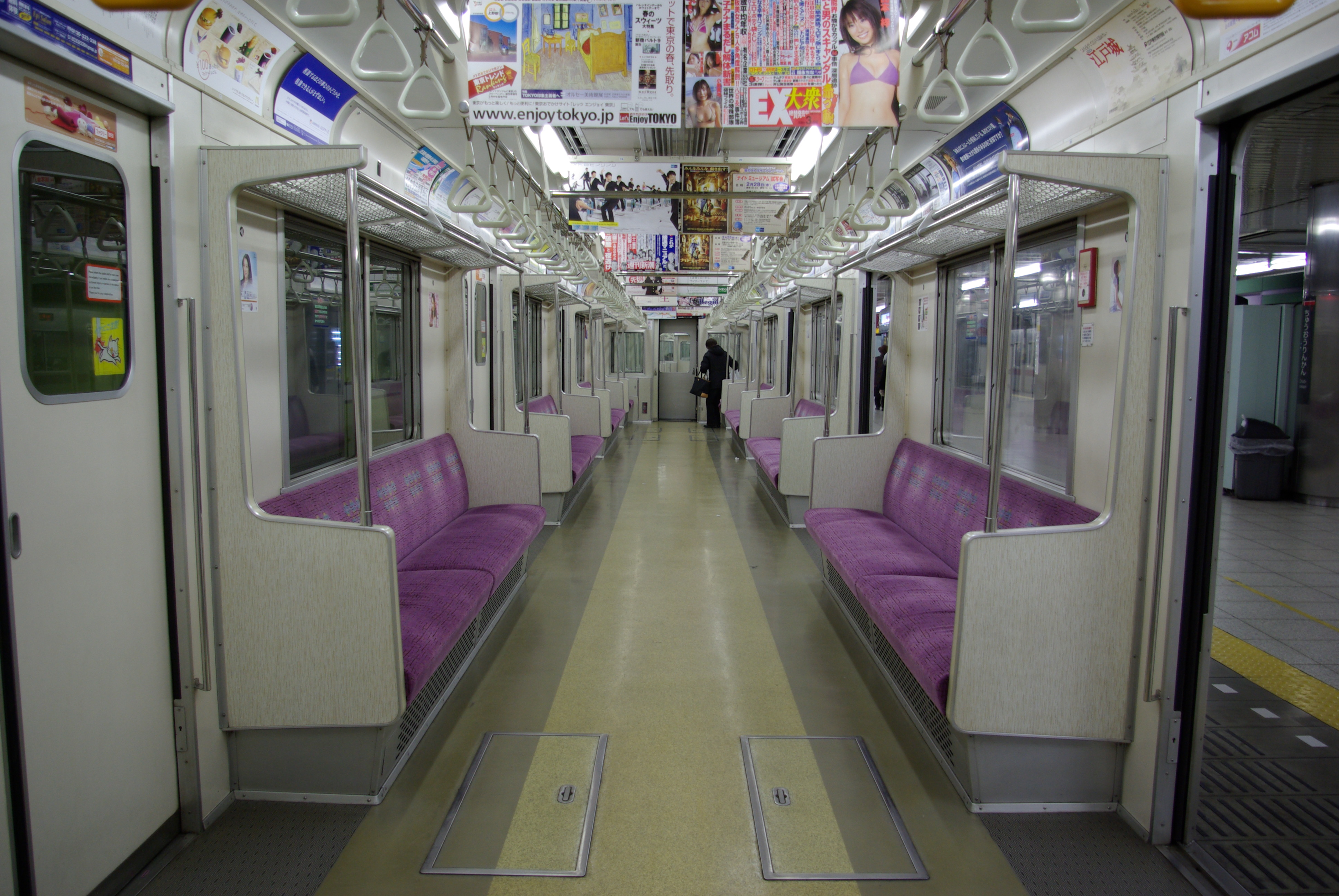
未更新車車内 (8415)

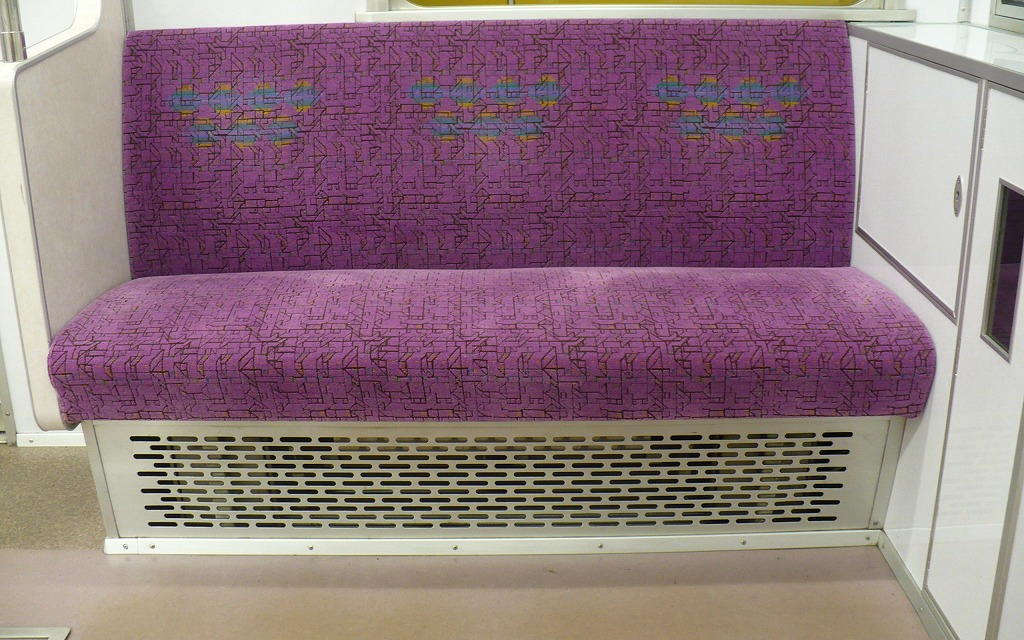
近年に更新された新柄座席モケット
紫色で、区分柄と模様入り

客室内装は6000系がベースだが、仕様が大きく見直された。車内のカラースキームは地下における明るさを感じさせる居住空間、明るいながらも渋みのある雰囲気をかもし出す空間を目指した。このために壁面はライトベージュ系・天井は白色系・枕木方向は竹の簾模様に近い。いずれも艶消しの化粧板だが、5次車からは光沢のあるものを使用した。また、遮光用の側窓カーテンは6次車も含めてベージュだが、5次車にあたる第10編成だけは水色。
この内装デザインは営団側より製造メーカーでもある東急車輛製造に「モーツァルト風の内装」を提案された。このことから「モーツァルト音楽のように明るく、愛らしく、しかも上品な色調」を目指した。
座席は1人分の掛け幅が430 mmのロングシートであり、新造当初は濃い赤色でピンク色の区分柄の入った座席モケット、優先席は青色でシルバーライン入りの座席モケットであった。その後、2000年代に入り、ラインカラーでもある紫色（優先席は青紫色）でプリント柄の区分柄入りへの交換が実施された。
床敷物は1 - 3次車は灰色の単色だが、4次車からは黄色と灰色のツートンへ変更された。なお、1・2次車では1995年（平成7年）頃に実施されたC修によって4・5次車と同じツートンカラーの床敷物へ張り替えられた。
つり革はいずれも三角形品を採用している。当初は座席前のみに設置してあり、枕木方向にはドア付近上部と側窓中央上部に左右のつり手棒をつなぐポールがある。ただし、5次車からはドア付近のポールにつり革が設置され、中央のポールはなくなった。また、後年に全車両のドア上部の線路方向へつり革が増設された。
1次車では車内天井高さが2,185 mmであったが、2次車以降では屋根曲線を10,000 mmから6,000 mmに変更して天井高さを45 mm高い2,230 mmとした。本系列は営団地下鉄では初の採用として、一段下降式窓や座席に1人分の区分をシートに織込んで定員着席を促すようにした。また、火災対策・騒音防止の観点から各車両の両端に片引き式の貫通扉が設けられるようになった。
客用ドアは室内側にも化粧板が貼られており、ドアガラスは1次車では窓が小さいが、2次車以降ではやや大きいものとされた。4・5次車は外側からの支持とされ、車内側が面一化された。後述の6次車は別途記載する。1・2次車（第01 - 09編成）・3 - 5次車（第10 - 19編成・8608/9・8708/9）・6次車（8601 - 8607・8701 - 8707）では戸閉装置（ドアエンジン）機構が異なる。
いずれもドアの開閉時の動作および音が異なっており、1・2次車は開閉時に大きな音を出す座席下蹴込み収納形の「差圧式」ドアエンジン（腰掛下作動式）。3次車以降は開閉時の音を和らげ、01系と同じドア上部の鴨居取り付けで、低騒音形の「単気筒複動式」ドアエンジン（かもい形単動式）が採用されている。
優先席付近のつり革は後年にオレンジ色のものへ交換されている。2007年（平成19年）ごろからは車内の号車札、非常通報器や非常コック、消火器札などの表記類を10000系に準じた蛍光塗料の塗られたものへ貼り替えを実施した。

### 乗務員室
乗務員室は緑色のカラースキーム、運転台コンソールは紺色で、主幹制御器は営団で初めてワンハンドル式を採用し、デッドマン装置を設置している。運転台には故障発生時における機器の動作状態を記録するモニタ装置を営団の車両で初めて搭載し、そのモニタ表示器が運転台右側の壁にある。装置名は飛行機のフライトレコーダーにちなみ、トレイン・レコーダーとした。
乗務員室と客室の仕切りには6000系の中期車および7000系の全編成と同様に客室から向かって左の部分に小窓、右端に乗務員室扉があり、機器の配置上乗務員室扉から運転台部分を見ることはできない。遮光幕は小窓のみ設置してある。

## 機器類
制御装置は有楽町線用の7000系のAVF（自動可変界磁）チョッパ制御の改良形として、さらなる保守性の向上や省エネルギー化を図った。メーカーは三菱電機および日立製作所。
素子には当時新たに開発された2,500 V - 1,000 A規格の大容量逆導通サイリスタを使用している。サイリスタ素子などの冷却はそれまでのブロワー（送風機）による強制風冷式からフロン沸騰冷却方式として低騒音化と保守性の向上が図られている。また、本系列では回生ブレーキ時における最弱め界磁率を51 %から44 %へと下げており、回生ブレーキ単独で所定のブレーキ力が得られる速度を7000系の65 km/hから67 km/hへと向上させている。	
主電動機はMM-11A形と称する直流直巻電動機で、東急田園都市線での走行条件を考慮した結果、1時間定格160 kW出力と当時の狭軌電車用としては最大の出力となるものとなった。主電動機の仕様は1時間定格出力160 kW・電圧375 V・電流470 A・定格回転数1,800 rpm・最大回転数4,650 rpm・最弱界磁率38 %。
空気圧縮機（CP）は1・2次車では低騒音形として新規設計のC-2000L形を、3次車以降は01系と同形のC-2000LA形を採用している。
歯車比が100 km/h超対応のため6000系・7000系より小さく取られている（98:15〈6.53〉から86:15〈5.73〉に変更）が、チョッパ制御車は力行時に主電動機の整流状態を維持できないため最高速度は100 km/hで、リミッターによりノッチオフとなる。なお、速度が下がると再度ノッチが入るため定速制御をしている。また、下り坂で速度が上昇する場合には100 km/hを超える。
台車はSUミンデン（U形ゴム付片板ばね軸箱支持）式ボルスタレス台車（住友金属工業製SS-101）。基礎ブレーキには営団の新車では初めて片押し式踏面ブレーキを採用した。なお、6次車の8601 - 8607・8701 - 8707はモノリンク式ボルスタレス台車SS035Aを採用し、基礎ブレーキはユニットブレーキ方式に変更されている。このSS035A形台車は、従来のSS035形台車とは空気ばねの高さが異なるだけで、その他の仕様は全く同じ。
機器の写真

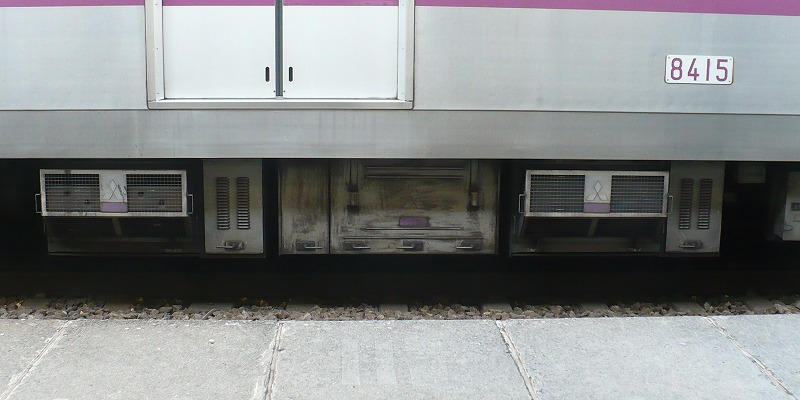
AVF式チョッパ制御装置（三菱電機製）
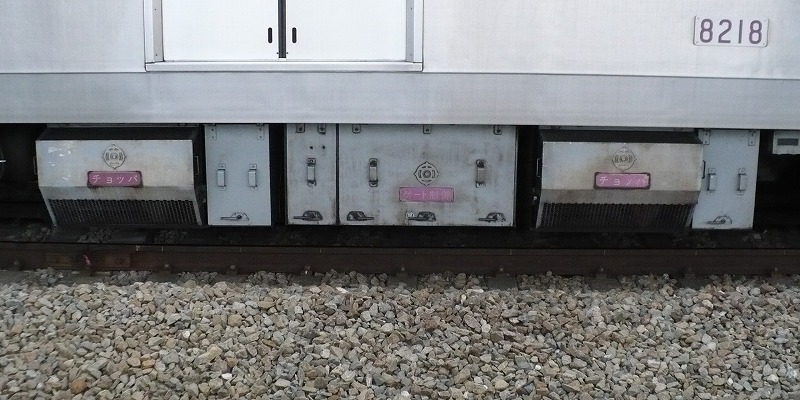
AVF式チョッパ制御装置（日立製作所製）
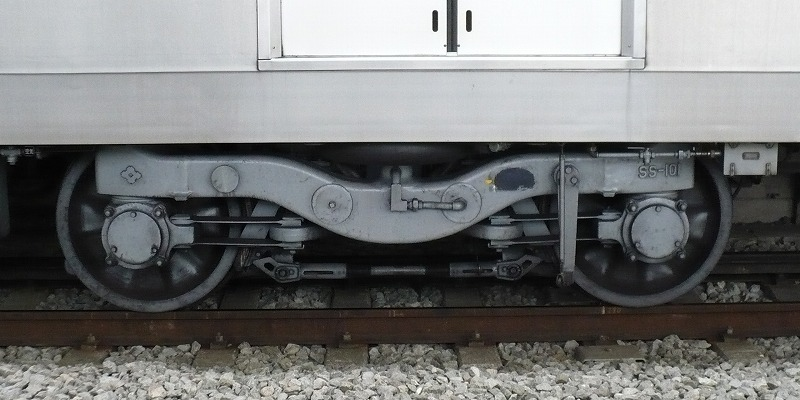
日本初採用のボルスタレス台車SS101形
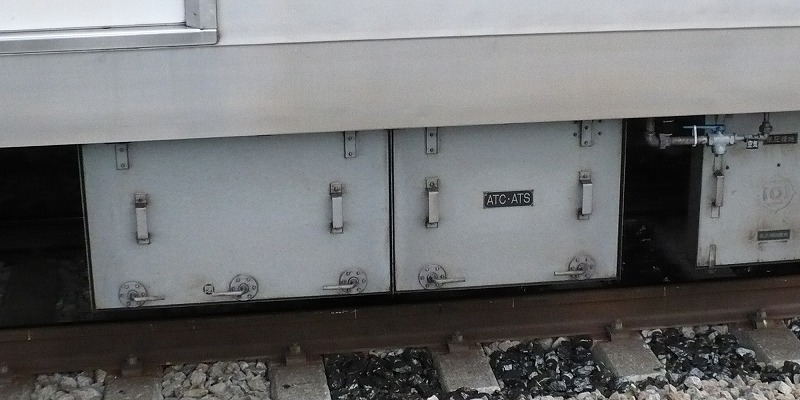
両先頭車のATC・ATS装置。向かって左側にATC受信部を、右側に東武ATS受信部と論理照査部（ATC・ATS共通）が収納されている[13]。
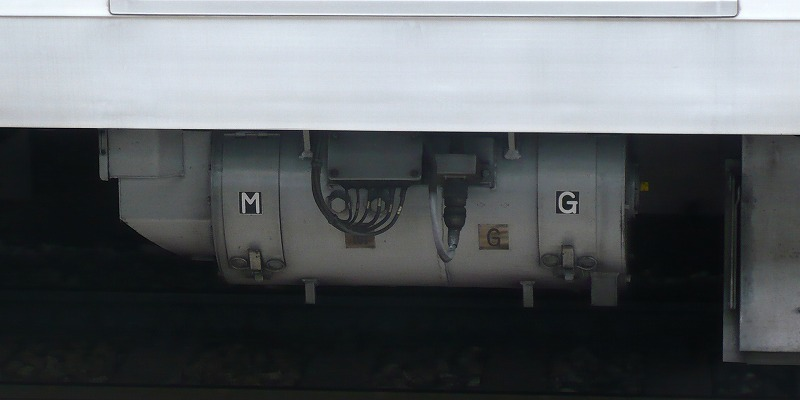
M2車が搭載する電動発電機 (MG)
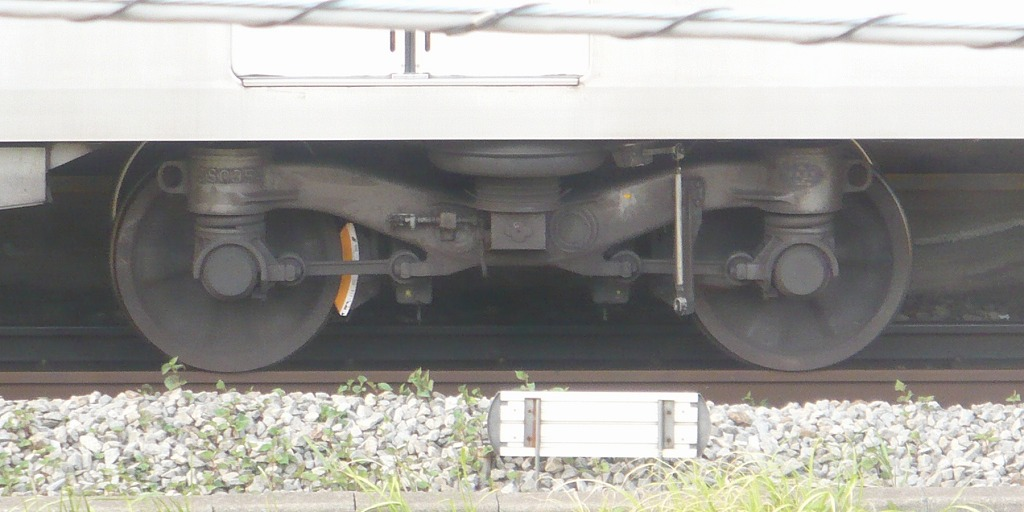
6次車の使用するSS035A形モノリンク式ボルスタレス台車

列車保安装置は新CS-ATC（ATC-10型）・CS-ATC（ATC-4型）・東武形ATSを装備している。落成時には田園都市線地上区間用の東急形ATSも搭載したが、当該区間の新CS-ATC導入時に撤去した。なお、更新などで有楽町線新木場CRに入場するため2008年（平成20年）2月までATS区間であった大井町線を経由する際には深夜帯に線路閉鎖を行ったうえで走行していた。後に、半蔵門線内は新CS-ATCに、田園都市線内はATC-Pに更新された。

## 旅客への情報提供

### 車外向け
- 種別と行先を一緒に表示できる3色LED式表示器を設置。前面側面ともに明朝体で英字を併記する。急行表示は緑枠の中に赤文字で「急行」、準急表示は緑枠の中に緑文字で「準急」と表示される。当初は1994年度製造の6次車のみで、他は字幕式だったが、後述の東武線への直通運転対応改造時に全車に波及している。
- 当初より使用していた方向幕は黒地に白文字表記だが、急行地は赤色・快速地はオレンジ色であった。表記は日本語のみで前面・側面ともに英字なしだが、半蔵門線が延伸するたびに駅名が追加され、例外として最後に追加された「水天宮前」のみ字体が異なり前面表示（各停・急行・快速ともに）は英字併記になった。ただし、第10編成のみ前面はすべて英字併記で字体は変更されたものを使用した。
- 第10編成のみ新造時より車外スピーカーを搭載し、車外への案内放送や押しボタンによる乗降促進放送（「ドアが閉まります。ご注意ください」）が可能。なお、後述の車体更新施行車も更新時に新設した。

### 車内向け
- 全編成に自動放送装置を搭載している。第10編成には製造当初より設置されており、それ以外の編成には東武線対応改造時に設置された。半蔵門線内と東武線内では設置当初から自動放送を使用。東急線内でも2009年7月の大井町線溝の口延伸にあわせて使用が開始された[注 3]。英語放送については、半蔵門線内では2004年4月の民営化と同時に、東急線内・東武線内では2009年7月の東急大井町線溝の口延伸と同時に使用が開始されている。
- 編成単位で最終製造の第10編成と2009年度までに更新工事を施工した第01 - 03・05 - 07・09・11・13編成には車内のドア上部にLED式車内案内表示器（第10編成と更新編成では書体が異なる）とドアチャイムが設置されている[注 4]。以前は次駅案内や乗り換え案内を表示するのは半蔵門線内のみ、乗り入れ先では種別行先のみの表示であったが、2009年7月の東急大井町線溝の口延伸に合わせて他社線内でも次駅・乗り換え案内などを行うようになった[注 5]。第10編成は全ドアに配置、更新編成は千鳥配置。
  - 本系列では最終増備車の第10編成のみ新造時よりLED式車内案内表示器・ドアチャイム・自動放送装置・車外スピーカーを搭載している。なお、これは同時期に竣工した6000系の第35編成・前年度竣工した7000系の第33・34編成と同仕様。
- 2010年度以降に更新された第04・08・10・12・14 - 19編成には全てのドアの上部にLED式のものに代わって液晶ディスプレイを用いた車内案内表示器が設置されている（詳細は後述）。ドアチャイムは10000系・15000系と同様のものになった（第04・18編成は音程がやや異なる）。
- 2014年より、2009年度以前に更新された編成を対象にLED式の車内案内表示器をコイト電工の「パッとビジョン」へと交換する工事が行われている[14]。左側は従来通り三菱製の液晶で、広告を流す。右側の「パッとビジョン」で停車駅などの案内に使用されている。同時にドアチャイムも7000系と同様のものに変更している。

パッとビジョン搭載車の車内案内表示器

## 東西線での運用

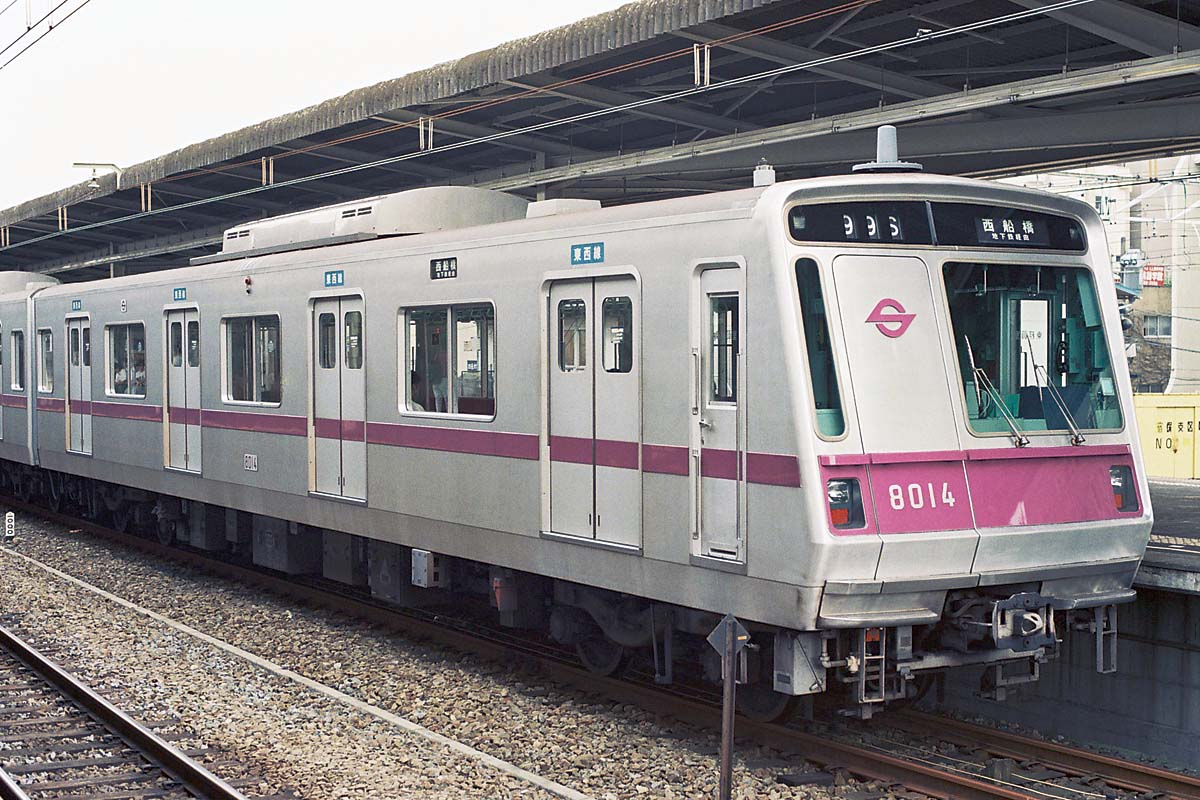
東西線使用時の第14編成
（1988年8月31日 中野駅）

東西線では利用客増加に対処するために車両増備による10両編成化を進めており、1987年（昭和62年）11月に編成単位での増備が予定されていたが、すでに他線区でチョッパ制御車が登場している中で抵抗制御車の5000系を増備し続けるのは得策ではなかった。しかし、当時05系は設計中の段階だったため、半蔵門線半蔵門駅 - 三越前駅間の延伸開業時に投入する予定の8000系10両編成3本（第12 - 14編成）を前倒しで製造し、05系登場まで東西線へ貸し出された。
これら3編成は東西線では初の冷房準備車で落成したが、翌1988年（昭和63年）に冷房装置を搭載し、東西線初の冷房車となった。東西線での一時的な使用は、地上を走る他社線と比べ、当時の営団車の冷房車の増備が遅れており、少しでも早く冷房車を増やす狙いもあった。
東西線で運用するため、半蔵門線仕様と比べて以下のような変更点があった。
- 運転台は5000系と同じマスコンハンドルを装備した2ハンドル式となった。ただしブレーキ装置は5000系の電磁直通式と異なり電気指令式であることから、8000系と同じブレーキ装置でかつJRへの直通規格も満たす、6000系用のブレーキ設定器が使われた。
- 連結器は密着連結器を装着した。
- 保安装置は東西線用のATC-3型（WS-ATC）とJR線用のATS-B型を設置した。

なお、東西線での予定運用期間が長くないため、車体帯は半蔵門線と同じ紫のままとした。そのため誤乗防止を目的にすべてのドアの上部に「東西線」と表記した水色のステッカーを貼付した。
5000系と同様に津田沼駅や三鷹駅にも乗り入れ、JR東日本に貸し出した試運転では習志野電車区にも入線した。
1988年末から1989年初頭に05系が登場し、また半蔵門線が1989年（平成元年）1月に三越前まで延伸開業することから、保安装置の変更や運転台のワンハンドル化などの改造を受け、半蔵門線へ返却された。

## 製造
1次車として、1980年11月に川崎重工業で製造された第05編成の6両編成が最初に竣工した。
1次車の新製当時は6両編成と8両編成があったが、1982年（昭和57年）12月までに8両編成化された。1983年（昭和58年）1月より乗り入れ先の東急車の10両編成化が開始されたが、営団車（当時）の10両編成化は1987年（昭和62年）9月から行われた。
- 1次車（1980年 - 1981年製）
1次車は製造時期により2種類に大別でき、最初に製造されたグループには1980年（昭和55年）11月 - 1981年（昭和56年）2月に落成した第01・02編成（当初は8両編成）と第03 - 06編成（当初は6両編成）が該当する（計40両）。しかし、営業運転を開始する前に東急電鉄側より8両編成を増やしてほしいとの要望があったため、編成の組み替えを行い、8両編成4本と6両編成1本に組成変更し、この状態で営業運転が開始された[15]。なお、残った先頭車2両は予備車となった。その後、1981年（昭和56年）夏に8500形（8503 - 8505）・8800形（8803 - 8805）を追加製造し、正規の編成に組み替えて第03 - 05編成も8両編成となった。
- 2次車（1982年製）
永田町駅 - 半蔵門駅間延伸開業用の増備車として1982年（昭和57年）秋に製造された第07 - 09編成（落成当初8両編成）と、第06編成への増結用として造られた8506・8806が該当する。2次車の登場により全編成が8両編成となる。
- 3次車（1987年製）
1987年（昭和62年）夏に東西線用に10両編成で製造された第12 - 14編成および1・2次車（暫定的に10両編成化）の10両編成化用の8615 - 8619・8715 - 8719が該当する[16]。
なお、編成番号は第09編成の次として、3次車では第12編成から付番されているが、これは当時の半蔵門線車両の将来的な配置計画（渋谷 - 水天宮前間全通時）に基づく。本系列は最終的に8両編成となる第01 - 11編成（計11編成・88両）、10両編成となる第12 - 22編成（計11編成・110両）を製造し、総計22編成・198両の陣容となる計画があったため[17] 。この時点で新製した10両編成化用の中間増備車が第15 - 19編成用とされているのも、計画では初期車の10両編成化は想定されていなかった（初期車の10両編成化はあくまで暫定的なもの）。ただし、後に計画は変更されて現在のとおり全編成が10両編成化されている。
- 4次車（1988年製）
第11編成の10両全車、第15 - 19編成の8600形・8700形以外の8両、第08・09編成に組み込む8600形（8608・8609）・8700形（8708・8709）が該当する。この4次車は、東西線から移籍した3次車とともに、半蔵門・三越前間延伸開業用として増備された。なお、第15 - 19編成は3次車で落成していた中間車を組み込んで正規の10両編成となった。
- 5次車（1990年製）
水天宮前延伸開業用の第10編成が該当する。5次車の登場により、8000系は10両編成12本・8両編成7本の陣容となった。8両編成（第01 - 07編成）には、1991年（平成3年）春より先頭車前面に8両編成を表すステッカーが貼付された。1993年（平成5年）度に第17編成が長期離脱した際は、まず第01編成に（約3か月間）、その後第04編成（約9か月間）に8617・8717号を組み込み、計1年以上の間10両編成で使用された。
- 6次車（1994年製）
8両編成の第01 - 07編成を10両編成化するために新造した中間車（計14両、8601 - 8607・8701 - 8707）が該当する。6次車を組み込んだことにより、本形式は全編成が10両編成となった。

## 編成
10両編成19本（190両）が製造された。全編成とも鷺沼検車区に在籍しており、編成の組成は次のとおり。
| 形式                  | ← 東武伊勢崎線久喜・日光線南栗橋・押上渋谷・東急田園都市線中央林間 → | ← 東武伊勢崎線久喜・日光線南栗橋・押上渋谷・東急田園都市線中央林間 → | ← 東武伊勢崎線久喜・日光線南栗橋・押上渋谷・東急田園都市線中央林間 → | ← 東武伊勢崎線久喜・日光線南栗橋・押上渋谷・東急田園都市線中央林間 → | ← 東武伊勢崎線久喜・日光線南栗橋・押上渋谷・東急田園都市線中央林間 → | ← 東武伊勢崎線久喜・日光線南栗橋・押上渋谷・東急田園都市線中央林間 → | ← 東武伊勢崎線久喜・日光線南栗橋・押上渋谷・東急田園都市線中央林間 → | ← 東武伊勢崎線久喜・日光線南栗橋・押上渋谷・東急田園都市線中央林間 → | ← 東武伊勢崎線久喜・日光線南栗橋・押上渋谷・東急田園都市線中央林間 → | ← 東武伊勢崎線久喜・日光線南栗橋・押上渋谷・東急田園都市線中央林間 → | 該当編成 |
| 形式                  | 1号車                                                                | 2号車                                                                | 3号車                                                                | 4号車                                                                | 5号車                                                                | 6号車                                                                | 7号車                                                                | 8号車                                                                | 9号車                                                                | 10号車                                                               | 該当編成 |
| 形式                  | 8100形                                                               | 8200形                                                               | 8300形                                                               | 8400形                                                               | 8500形                                                               | 8600形                                                               | 8700形                                                               | 8800形                                                               | 8900形                                                               | 8000形                                                               | 該当編成 |
| 電機子チョッパ 制御車 | CT1                                                                  | M1                                                                   | M2'                                                                  | M1                                                                   | Mc2                                                                  | Tc1                                                                  | T2                                                                   | M1,Mc1 （※）                                                         | M2                                                                   | CT2                                                                  |          |
| VVVFインバータ 制御車 | CT1                                                                  | M1                                                                   | T3                                                                   | M1                                                                   | Mc2                                                                  | Tc1                                                                  | T2                                                                   | M1                                                                   | M2                                                                   | CT2                                                                  | 01 - 19  |

凡例
- CT1・CT2：運転台設置の付随車（制御車）
- M1・M2：電動車
- T2・T3：付随車
- Mc1（※ Mc1は8801 - 8809のみ）
- Mc2：簡易運転台設置の電動車（1・2次車のみ・3次車以降は簡易運転台用コネクト設置のみ）
- Tc1：簡易運転台設置の付随車（1・2次車のみ・3次車以降は簡易運転台用コネクト設置のみ）

補足
- 補機については25 kVAの電動発電機（MG）と電動空気圧縮機（CP）を8300形・8500形・8900形に搭載する。
- 冷房車では両先頭車にDC-DCコンバータ（出力130 kW）を搭載する。
- VVVFインバータ制御への更新車では上記のMGとDCコンバータをすべて撤去し、新たに出力240 kVAの静止形インバータ（SIV）を8500形・8600形に搭載する。
- 更新車のみ8300・8900形に車椅子スペースを設置している。

### 編成表
- 2023年1月時点[18][19]。8000系は全車VVVF制御である。

| 編成     | ← 久喜・南栗橋・押上渋谷・中央林間 → | ← 久喜・南栗橋・押上渋谷・中央林間 → | ← 久喜・南栗橋・押上渋谷・中央林間 → | ← 久喜・南栗橋・押上渋谷・中央林間 → | ← 久喜・南栗橋・押上渋谷・中央林間 → | ← 久喜・南栗橋・押上渋谷・中央林間 → | ← 久喜・南栗橋・押上渋谷・中央林間 → | ← 久喜・南栗橋・押上渋谷・中央林間 → | ← 久喜・南栗橋・押上渋谷・中央林間 → | ← 久喜・南栗橋・押上渋谷・中央林間 → | B修工事施工年月 | 行先表示器     | 車内案内表示器   | Wi-Fi  | 廃車年月       | 編成の変遷                                     | 編成の変遷                                                                  |
| 編成     | 号車                                 | 号車                                 | 号車                                 | 号車                                 | 号車                                 | 号車                                 | 号車                                 | 号車                                 | 号車                                 | 号車                                 | B修工事施工年月 | 行先表示器     | 車内案内表示器   | Wi-Fi  | 廃車年月       | 落成時                                         | その後                                                                      |
| 編成     | 1                                    | 2                                    | 3                                    | 4                                    | 5                                    | 6                                    | 7                                    | 8                                    | 9                                    |                                      | B修工事施工年月 | 行先表示器     | 車内案内表示器   | Wi-Fi  | 廃車年月       | 落成時                                         | その後                                                                      |
| 第01編成 | 8101                                 | 8201                                 | 8301                                 | 8401                                 | 8501                                 | 8601                                 | 8701                                 | 8801                                 | 8901                                 | 8001                                 | 2006年6月       | フルカラー     | パッとビジョン   | 設置済 |                | 8両編成（1次車）                               | 2両（6次車）を組み込んで10両編成化                                          |
| 第02編成 | 8102                                 | 8202                                 | 8302                                 | 8402                                 | 8502                                 | 8602                                 | 8702                                 | 8802                                 | 8902                                 | 8002                                 | 2006年11月      | フルカラー     | パッとビジョン   | 設置済 | 2023年1月31日  | 8両編成（1次車）                               | 2両（6次車）を組込んで10両編成化                                            |
| 第03編成 | 8103                                 | 8203                                 | 8303                                 | 8403                                 | 8503                                 | 8603                                 | 8703                                 | 8803                                 | 8903                                 | 8003                                 | 2006年1月       | フルカラー→3色 | パッとビジョン   | 設置済 | 2021年11月2日  | 6両編成（1次車）                               | 2両（1次車）を組み込んで8両編成化、さらに2両（6次車）を組み込んで10両編成化 |
| 第04編成 | 8104                                 | 8204                                 | 8304                                 | 8404                                 | 8504                                 | 8604                                 | 8704                                 | 8804                                 | 8904                                 | 8004                                 | 2010年11月      | フルカラー     | 液晶ディスプレイ | 設置済 | 2025年4月17日  | 6両編成（1次車）                               | 2両（1次車）を組み込んで8両編成化、さらに2両（6次車）を組み込んで10両編成化 |
| 第05編成 | 8105                                 | 8205                                 | 8305                                 | 8405                                 | 8505                                 | 8605                                 | 8705                                 | 8805                                 | 8905                                 | 8005                                 | 2009年11月      | 3色→フルカラー | パッとビジョン   | 設置済 | 2022年9月22日  | 6両編成（1次車）                               | 2両（1次車）を組み込んで8両編成化、さらに2両（6次車）を組み込んで10両編成化 |
| 第06編成 | 8106                                 | 8206                                 | 8306                                 | 8406                                 | 8506                                 | 8606                                 | 8706                                 | 8806                                 | 8906                                 | 8006                                 | 2005年6月       | フルカラー     | パッとビジョン   | 設置済 | 2025年6月26日  | 6両編成（1次車）                               | 2両（2次車）を組み込んで8両編成化、さらに2両（6次車）を組み込んで10両編成化 |
| 第07編成 | 8107                                 | 8207                                 | 8307                                 | 8407                                 | 8507                                 | 8607                                 | 8707                                 | 8807                                 | 8907                                 | 8007                                 | 2009年1月       | 3色            | パッとビジョン   | 設置済 | 2021年8月9日   | 8両編成（2次車）                               | 2両（6次車）を組み込んで10両編成化                                          |
| 第08編成 | 8108                                 | 8208                                 | 8308                                 | 8408                                 | 8508                                 | 8608                                 | 8708                                 | 8808                                 | 8908                                 | 8008                                 | 2012年2月       | 3色            | 液晶ディスプレイ | 設置済 | 2022年5月5日   | 8両編成（2次車）                               | 2両（4次車）を組み込んで10両編成化                                          |
| 第09編成 | 8109                                 | 8209                                 | 8309                                 | 8409                                 | 8509                                 | 8609                                 | 8709                                 | 8809                                 | 8909                                 | 8009                                 | 2005年1月       | フルカラー     | パッとビジョン   | 設置済 |                | 8両編成（2次車）                               | 2両（4次車）を組み込んで10両編成化                                          |
| 第10編成 | 8110                                 | 8210                                 | 8310                                 | 8410                                 | 8510                                 | 8610                                 | 8710                                 | 8810                                 | 8910                                 | 8010                                 | 2015年7月       | フルカラー     | 液晶ディスプレイ | 設置済 | 2024年8月1日   | 落成当初より10両編成（5次車）                  | 落成当初より10両編成（5次車）                                               |
| 第11編成 | 8111                                 | 8211                                 | 8311                                 | 8411                                 | 8511                                 | 8611                                 | 8711                                 | 8811                                 | 8911                                 | 8011                                 | 2009年6月       | 3色            | パッとビジョン   | 設置済 | 2021年9月7日   | 落成当初より10両編成（4次車）                  | 落成当初より10両編成（4次車）                                               |
| 第12編成 | 8112                                 | 8212                                 | 8312                                 | 8412                                 | 8512                                 | 8612                                 | 8712                                 | 8812                                 | 8912                                 | 8012                                 | 2013年1月       | フルカラー     | 液晶ディスプレイ | 設置済 | 2022年7月28日  | 落成当初より10両編成（3次車） 当初東西線に配属 | 落成当初より10両編成（3次車） 当初東西線に配属                              |
| 第13編成 | 8113                                 | 8213                                 | 8313                                 | 8413                                 | 8513                                 | 8613                                 | 8713                                 | 8813                                 | 8913                                 | 8013                                 | 2010年3月       | フルカラー     | パッとビジョン   | 設置済 | 2022年8月18日  | 落成当初より10両編成（3次車） 当初東西線に配属 | 落成当初より10両編成（3次車） 当初東西線に配属                              |
| 第14編成 | 8114                                 | 8214                                 | 8314                                 | 8414                                 | 8514                                 | 8614                                 | 8714                                 | 8814                                 | 8914                                 | 8014                                 | 2015年1月       | フルカラー     | 液晶ディスプレイ | 設置済 | 2022年12月1日  | 落成当初より10両編成（3次車） 当初東西線に配属 | 落成当初より10両編成（3次車） 当初東西線に配属                              |
| 第15編成 | 8115                                 | 8215                                 | 8315                                 | 8415                                 | 8515                                 | 8615                                 | 8715                                 | 8815                                 | 8915                                 | 8015                                 | 2014年8月       | 3色→フルカラー | 液晶ディスプレイ | 設置済 |                | 8両編成（4次車）                               | 2両（3次車）を組み込んで10両編成化                                          |
| 第16編成 | 8116                                 | 8216                                 | 8316                                 | 8416                                 | 8516                                 | 8616                                 | 8716                                 | 8816                                 | 8916                                 | 8016                                 | 2011年4月       | フルカラー     | 液晶ディスプレイ | 設置済 |                | 8両編成（4次車）                               | 2両（3次車）を組み込んで10両編成化                                          |
| 第17編成 | 8117                                 | 8217                                 | 8317                                 | 8417                                 | 8517                                 | 8617                                 | 8717                                 | 8817                                 | 8917                                 | 8017                                 | 2013年6月       | フルカラー→3色 | 液晶ディスプレイ | 設置済 | 2022年6月10日  | 8両編成（4次車）                               | 2両（3次車）を組み込んで10両編成化                                          |
| 第18編成 | 8118                                 | 8218                                 | 8318                                 | 8418                                 | 8518                                 | 8618                                 | 8718                                 | 8818                                 | 8918                                 | 8018                                 | 2010年8月       | フルカラー     | 液晶ディスプレイ | 設置済 |                | 8両編成（4次車）                               | 2両（3次車）を組み込んで10両編成化                                          |
| 第19編成 | 8119                                 | 8219                                 | 8319                                 | 8419                                 | 8519                                 | 8619                                 | 8719                                 | 8819                                 | 8919                                 | 8019                                 | 2014年5月       | フルカラー     | 液晶ディスプレイ | 設置済 | 2022年10月28日 | 8両編成（4次車）                               | 2両（3次車）を組み込んで10両編成化                                          |

## 更新

### C修工事と東武線対応工事
1・2次車については1995年（平成7年）度までにC修工事が施工された。内容は屋根の補修、車体ラインカラーの交換やゴム材、シール材の補修、床敷物の張り替え、側窓のカーテンの交換など。
2002年（平成14年）秋からは半蔵門線用の新ATCへの対応と、東武鉄道伊勢崎線・日光線への対応改造が開始された。
機器面では、半蔵門線用新ATC、東武形ATSと列車無線装置を搭載し、行先表示器のLED化が行われた。運転台では速度計を新ATC対応形に交換、表示灯の新設や列車無線送受話器を営団・東急別型から東武を加えた3社対応で1台に集約した。この改造で、乗務員室背面に収納されていたATC車上装置は東武ATSを含めた一体箱として床下に移設された。乗務員室のATC車上装置があった場所には、動作記録を行うATC/Sモニタ装置を設置した。
さらに新製時より搭載している第10編成を除いて自動放送装置を設置した（詳細は上記）。このほか8000形に設置していたダイヤル式行先設定器を両先頭車設置で押しボタンとタッチ式LCDモニターを併用するタイプに改修した。

### B修工事

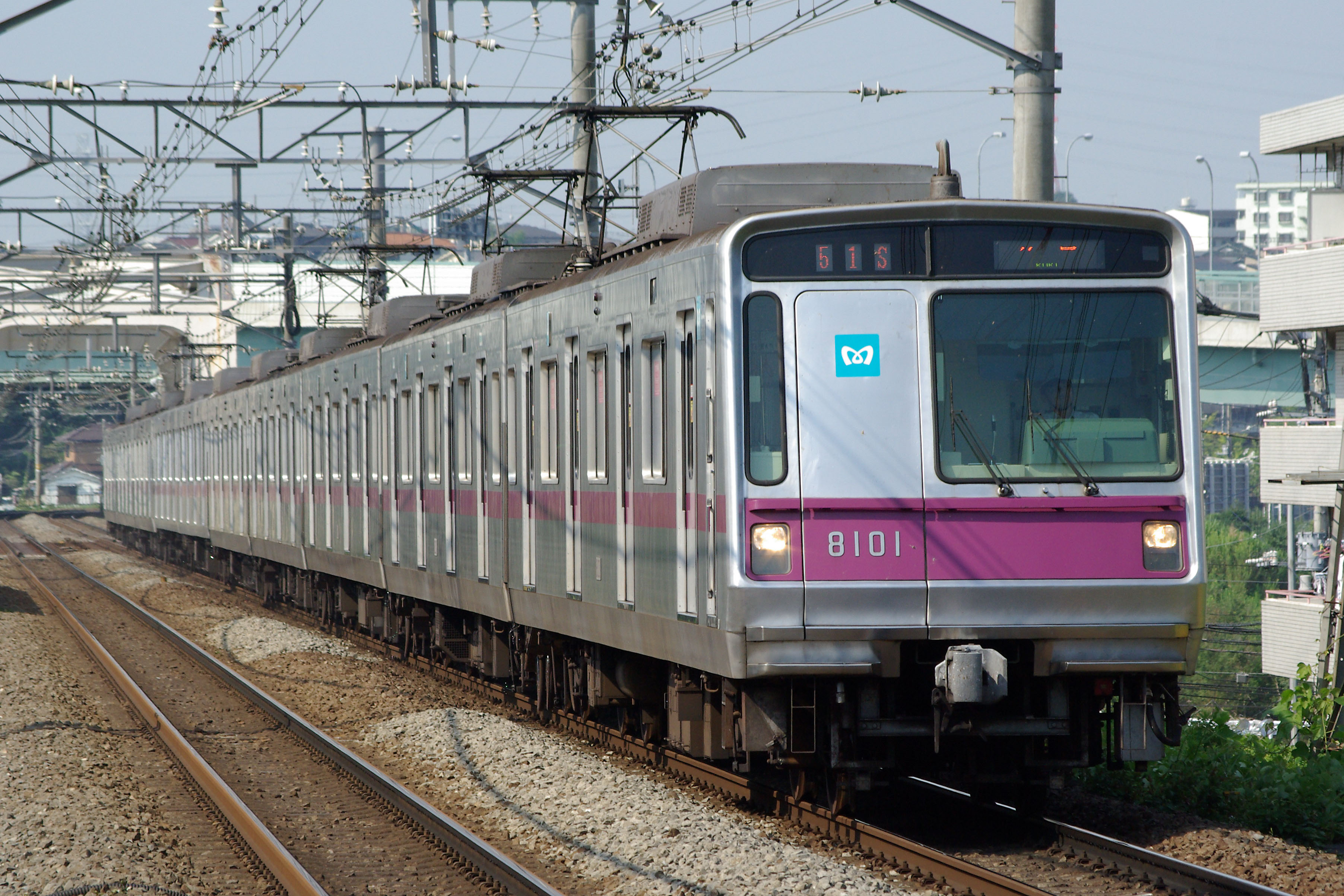
B修工事後の第01編成
（2007年8月16日 市が尾駅）

東京地下鉄では、6000系以降の車両に関しては車齢40年程度まで継続使用する方針で、8000系も2004年（平成16年）度から2015年度にかけて順次、新木場CRにて車両の更新工事（B修工事）を施工した。
更新内容は以下のとおり。
機器関係
1. 制御装置をチョッパ制御から三菱電機製IGBT素子を使用した2レベルVVVFインバータ制御（PGセンサレスベクトル制御、純電気ブレーキ対応）に更新した。主電動機は165 kW出力のかご形三相誘導電動機化、編成の8300形をM2車→T3車に改造し[23]、MT比を6M4Tから5M5Tにした。
2. 補助電源装置は従来のDC-DCコンバータと電動発電機を撤去し、IGBT素子を使用した東芝製の静止形インバータ（出力240 kVA）に更新・電源を集約化。
3. ブレーキ装置は従来の台車中継弁方式（ブレーキ作用装置1台+台車中継弁2台）から台車作用装置1台に集約した。これは作用装置1台と保安ブレーキ装置を1箱に集約したもので、保守性の向上が図られている。
4. 蓄電池はポケット式からメンテナンスの容易な焼結式に変更し、容量を増大して編成での台数を3台から2台に削減した。
5. 冷房装置は稼働率制御方式（ON・OFF制御）とし、大容量品の58.14 kW (50,000 kcal/h) に更新。キセ（カバー）は大形で角ばったタイプとなった。

室内関係
1. 客室の化粧板と床材を08系に準じたものに更新（1994年製の6次車は除く）[注 8]。化粧板は08系と異なり光沢のあるものを使用している。
2. 客室ドアの上部にLED式車内案内表示器を千鳥配置で新設、またドアチャイムを設置。案内表示器は当初から搭載している第10編成とは異なりカバーの色は化粧板の色に合わせて白色となっている[注 9]。
3. 客室カーテンをベージュ色の無地のものから紺色の海の風景がプリントされたものへ交換。
4. 車外案内用スピーカーの設置（冷房装置キセに内蔵）。
5. 編成中の3号車と9号車に車椅子スペースを設置、非常通報器を警報式から乗務員と相互通話可能な対話式に変更。
6. 1994年製の6次車以外の客用ドアを新製品に交換、ドアガラスは大型化された（05系の13次車と同じ片取っ手のもので単板ガラスであるが、ドアの窓ガラスと金具抑えの仕組みは10000系と同様の仕様になっている）。10両全車の客用ドア窓が従来より大きくなっているため、未更新の編成との区別は容易である。

また、乗務員室内はクリーム色の配色に、運転台の色調をダークグレーに変更した。さらに運転士操作器（乗務員間連絡用インターホン）を送受話器形からマイク式に変更、非常通報受報器の設置やモニタ表示器などの更新も実施した。このほか車掌スイッチを機械式から間接制御式（リレー式）に変更した。ただし、客室座席やドアエンジン機構については従来のままである。

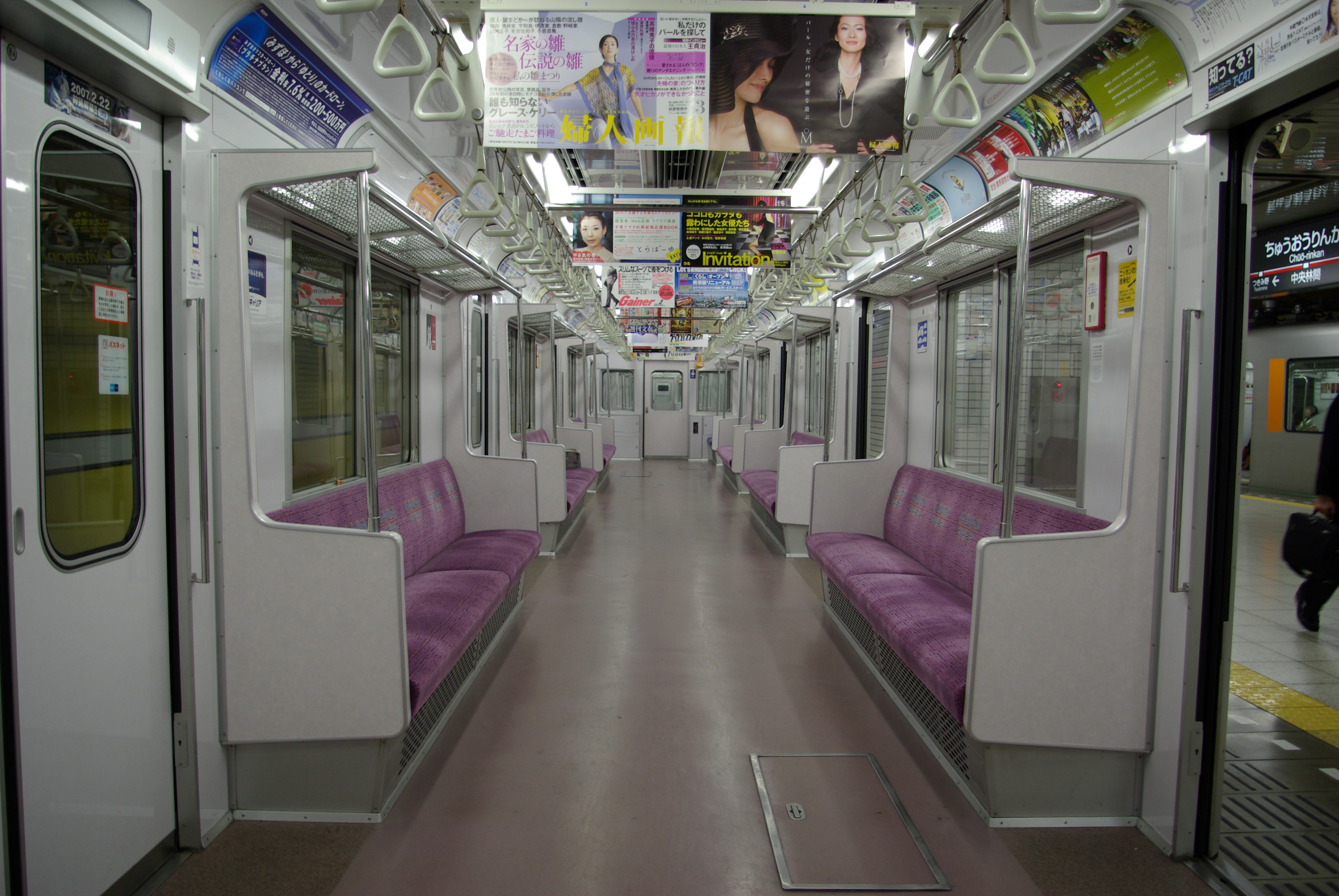
更新車車内 (8301)
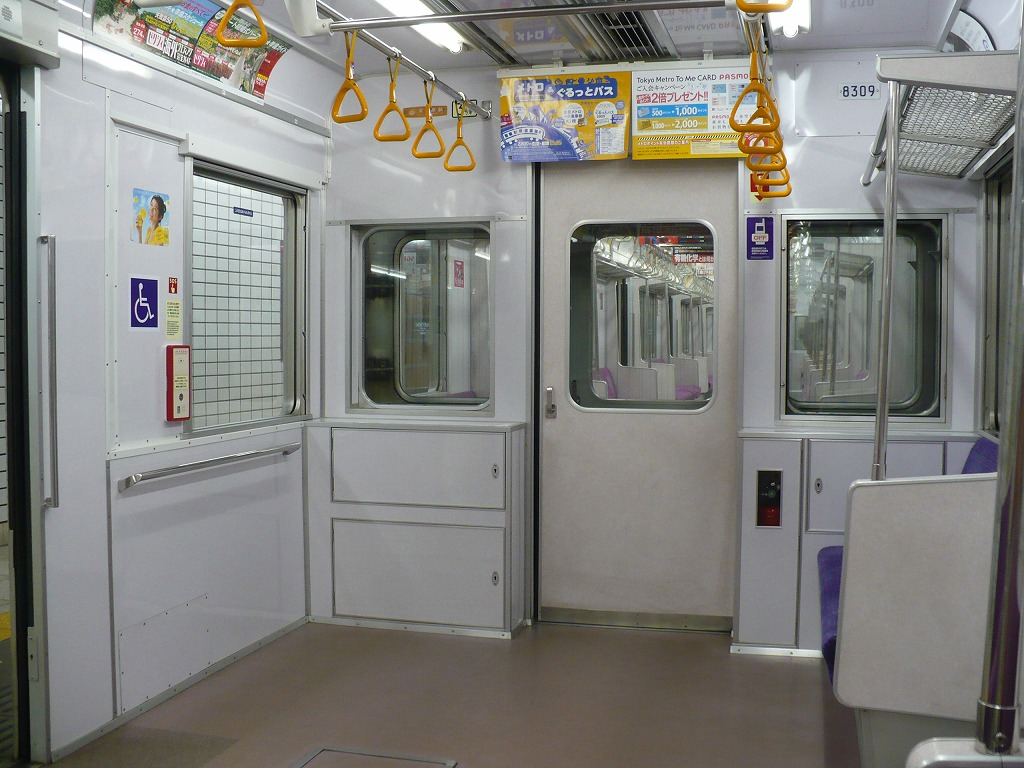
新設された車いすスペース（8309号）
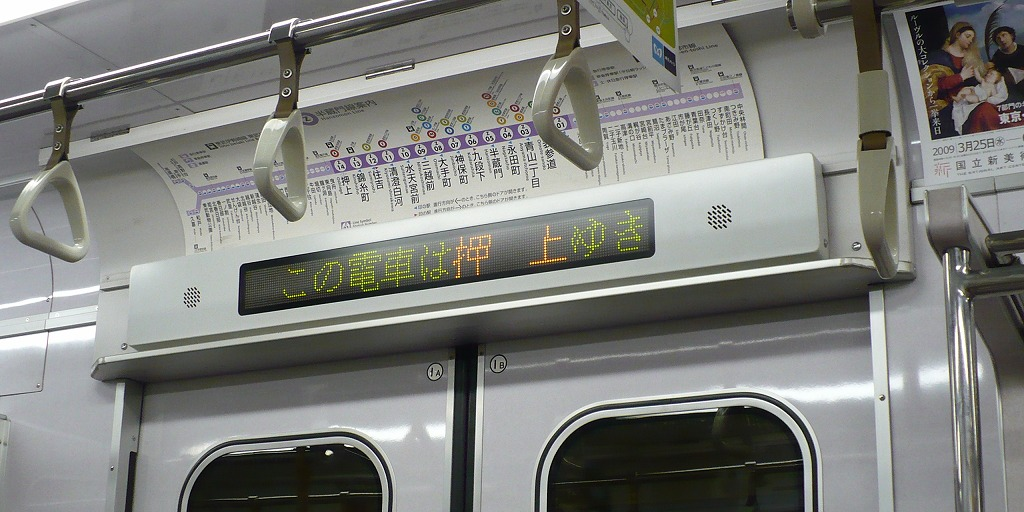
客用ドア上部に新設された案内表示器（LED）
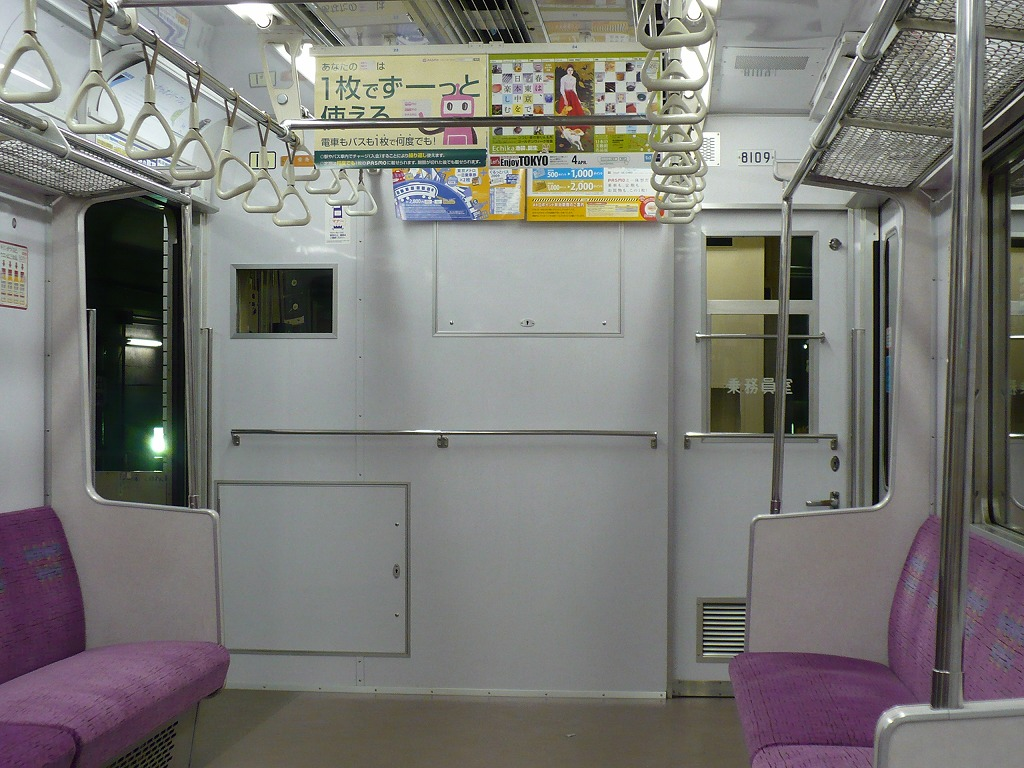
乗務員室背面仕切部 更新後も窓配置は変わらない

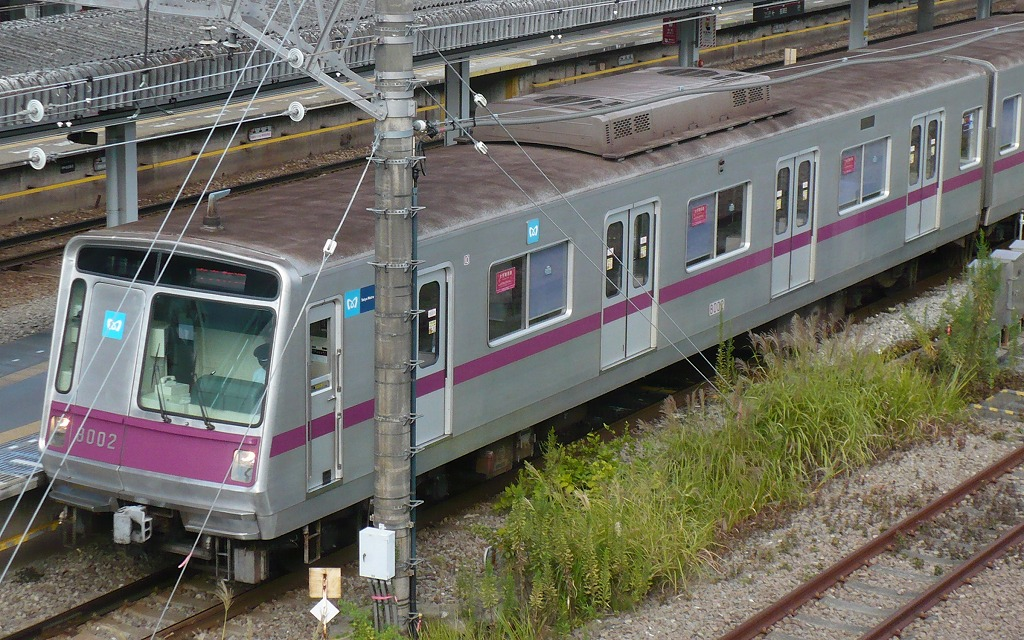
8000系B修施工車、8002号車 客用ドアや冷房装置が更新されている
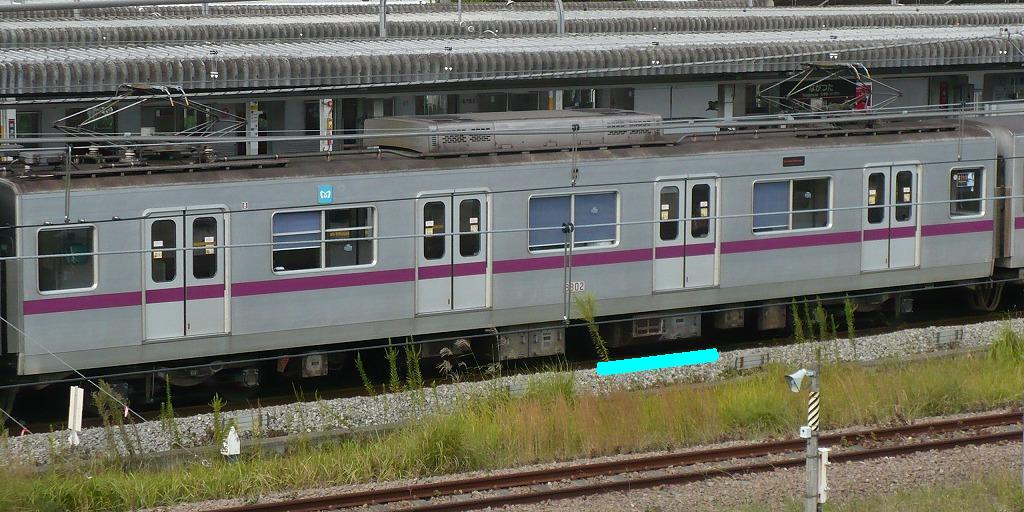
8000系B修施工車、8802号車 制御装置はVVVFインバータ制御化された（水色の線上部がVVVFインバータ装置）
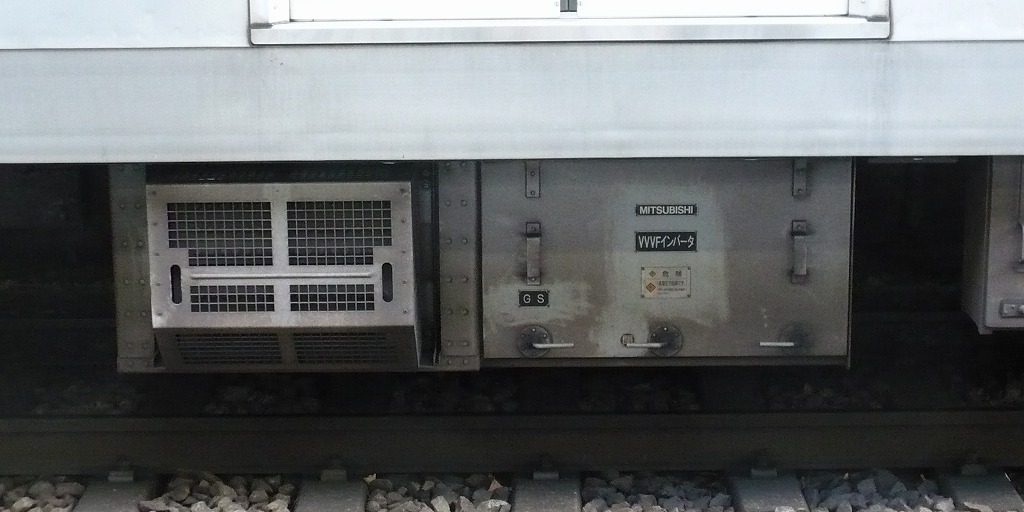
更新車のVVVFインバータ装置 （三菱電機製MAP-174-15V137形）
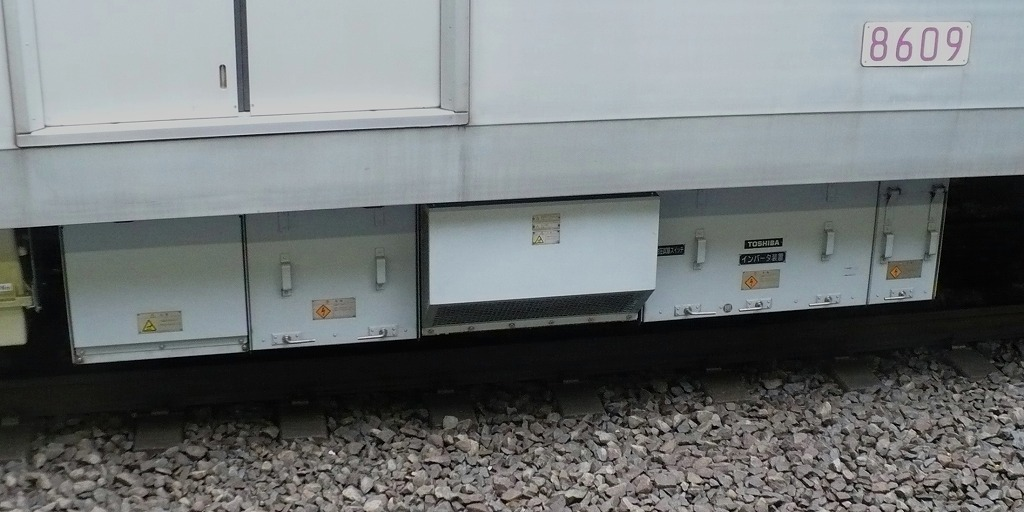
更新車の静止形インバータ装置 （東芝製INV172-A0形）

最初に施工されたのは第09編成で、営業運転は2005年（平成17年）3月24日から開始された。
2本目は第06編成で、元々は客用ドア窓が小型・一般型・大型と混在した編成であったが、更新後はすべて大型窓に統一されている。1994年製造である8606号と8706号の客室内はドア上へ車内案内表示器を設置しただけである。3本目は第03編成で、施工内容は第06編成と同様である。
4本目は2006年（平成18年）7月に出場した第01編成で、隅田川花火大会観客輸送用の臨時列車「SUMIDA HA・NA・BI」号に運用された。5本目は2006年（平成18年）12月に出場した第02編成、6本目は2009年（平成21年）1月に出場した第07編成である。この編成では床材がそれまでのラベンダー色から灰色に変更された。また、2007年度は施工が行われなかったが、1994年製である8607・8707号においても床材の交換が初めて実施された。
2009年度においても引き続いて改修工事が施工され、同年度は第11編成・第05編成・第13編成の順番で計3編成に施工された。2010年度は第18編成・第04編成・第16編成の順に施工が進められている。なお、2010年度施工の編成では更新内容が一部変更されている。
- 16000系同様に車、内の各ドア上部に17インチ液晶ディスプレイ（LCD・TVIS）を用いた車内案内表示器を全てのドア上部に設置した。LCD画面は2台が設置され、左側をTokyo Metro ビジョンの広告動画用として、右側を行先案内・乗り換え案内等の旅客案内用として使用する。
  - このタイプの案内表示器は半蔵門線では初の採用（Tokyo Metro ビジョン参照）となる。16000系と同様に、表示器の映像処理技術には三菱電機が新規に開発したグラフィックスIP（Intellectual Property）コアSesamicro（セサミクロ）を採用することで、高品質なアニメーション画像を実現させている[25]。
- ドア開閉時に赤く点滅する「ドア開閉表示灯」を設置。さらに、ドアチャイムを従来の2打点式から3打点式のものへ変更した。
- 座席横の袖仕切板を大形化したもの（02系改修車に準じたもの）へと交換し（6次車を除く）、7人掛け座席間にスタンションポールを2本設置した。

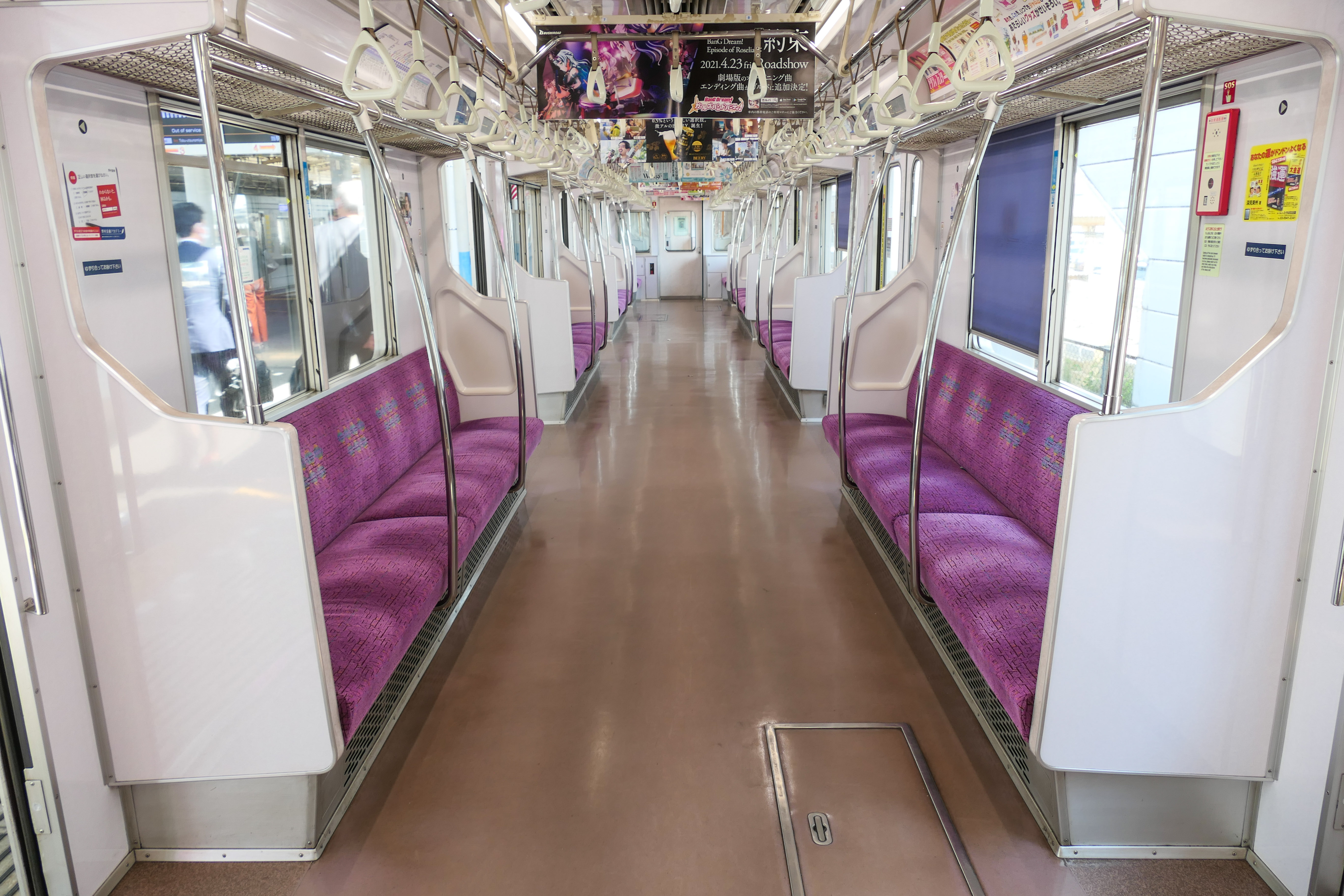
2010年以降に更新された車内
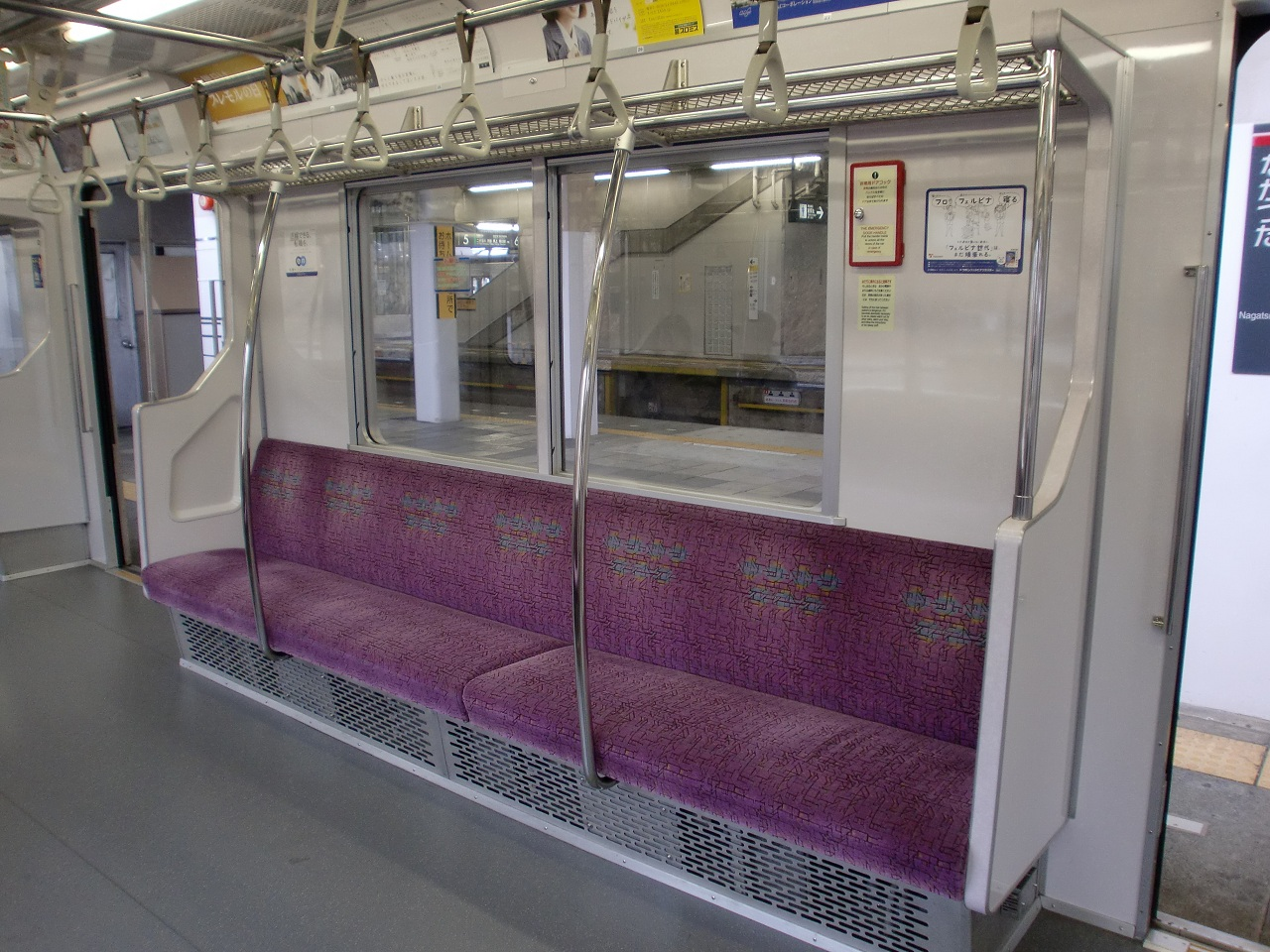
更新後の座席 スタンションポールを2本設置し、袖仕切板を大型化
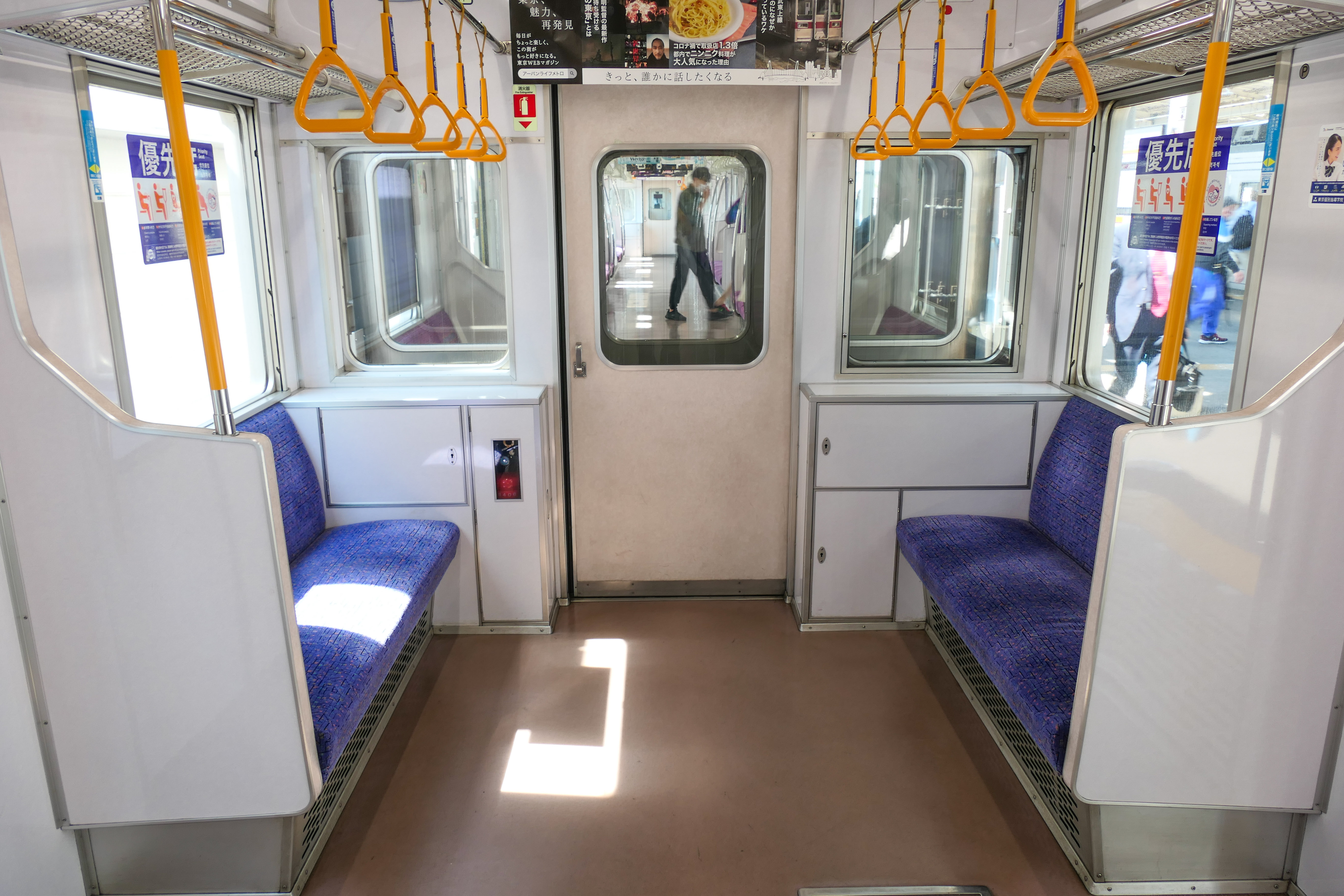
更新後の優先席 袖仕切板部分の手すりを黄色く着色
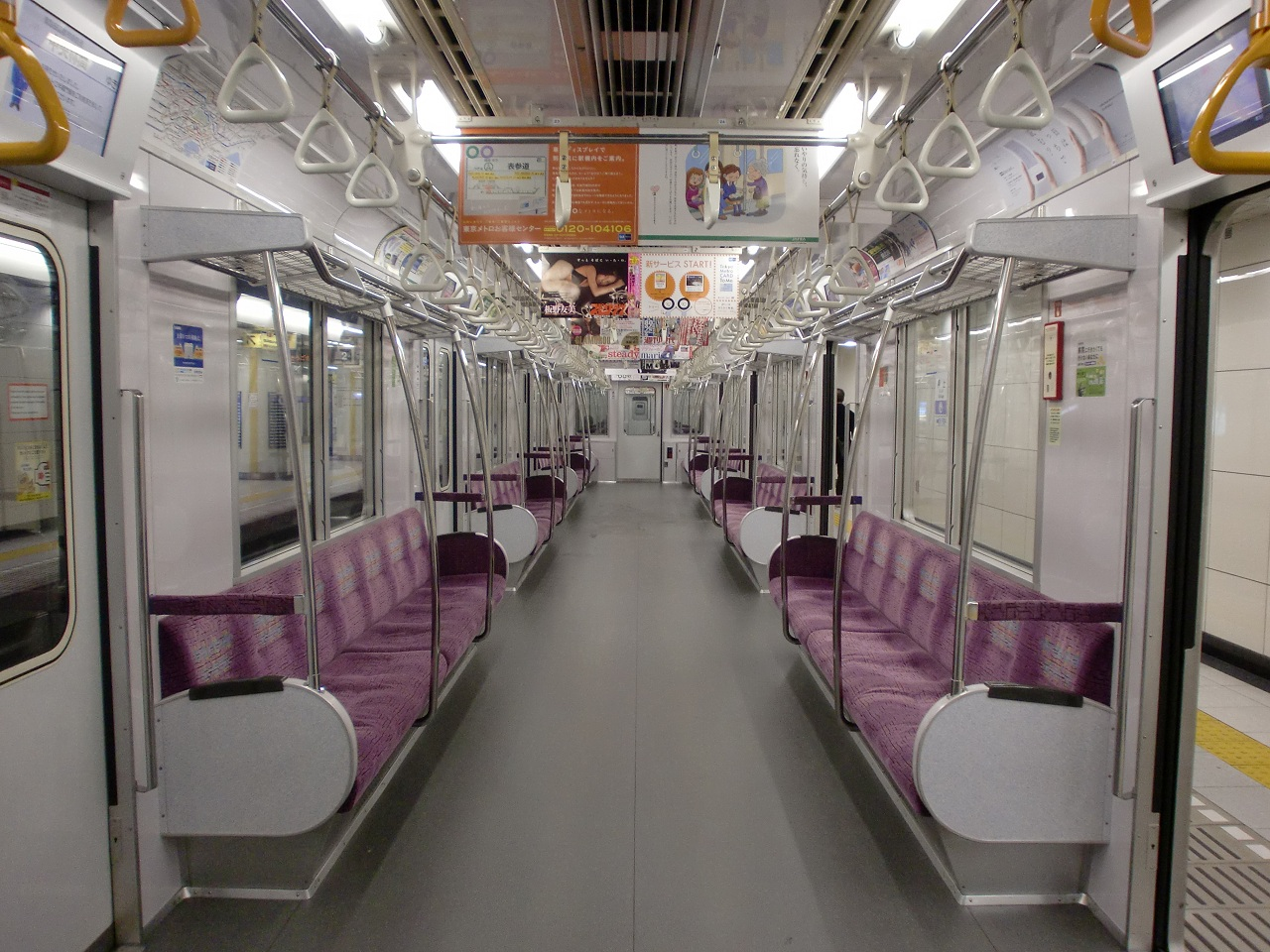
更新後の6次車の車内 案内表示器・スタンションポールの設置・床材交換以外に大きな変化はない
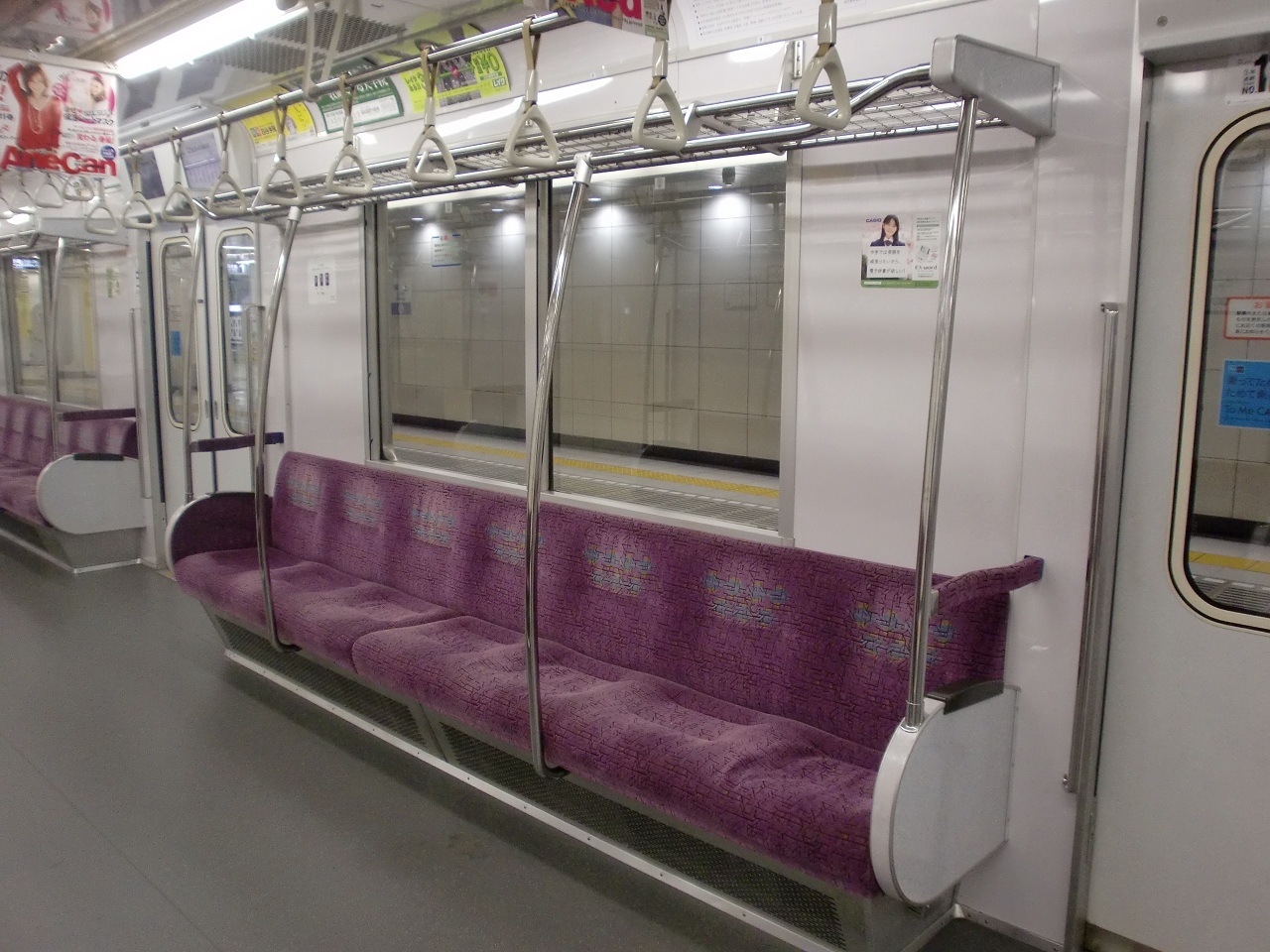
更新後の6次車の座席 袖仕切板は従来のまま
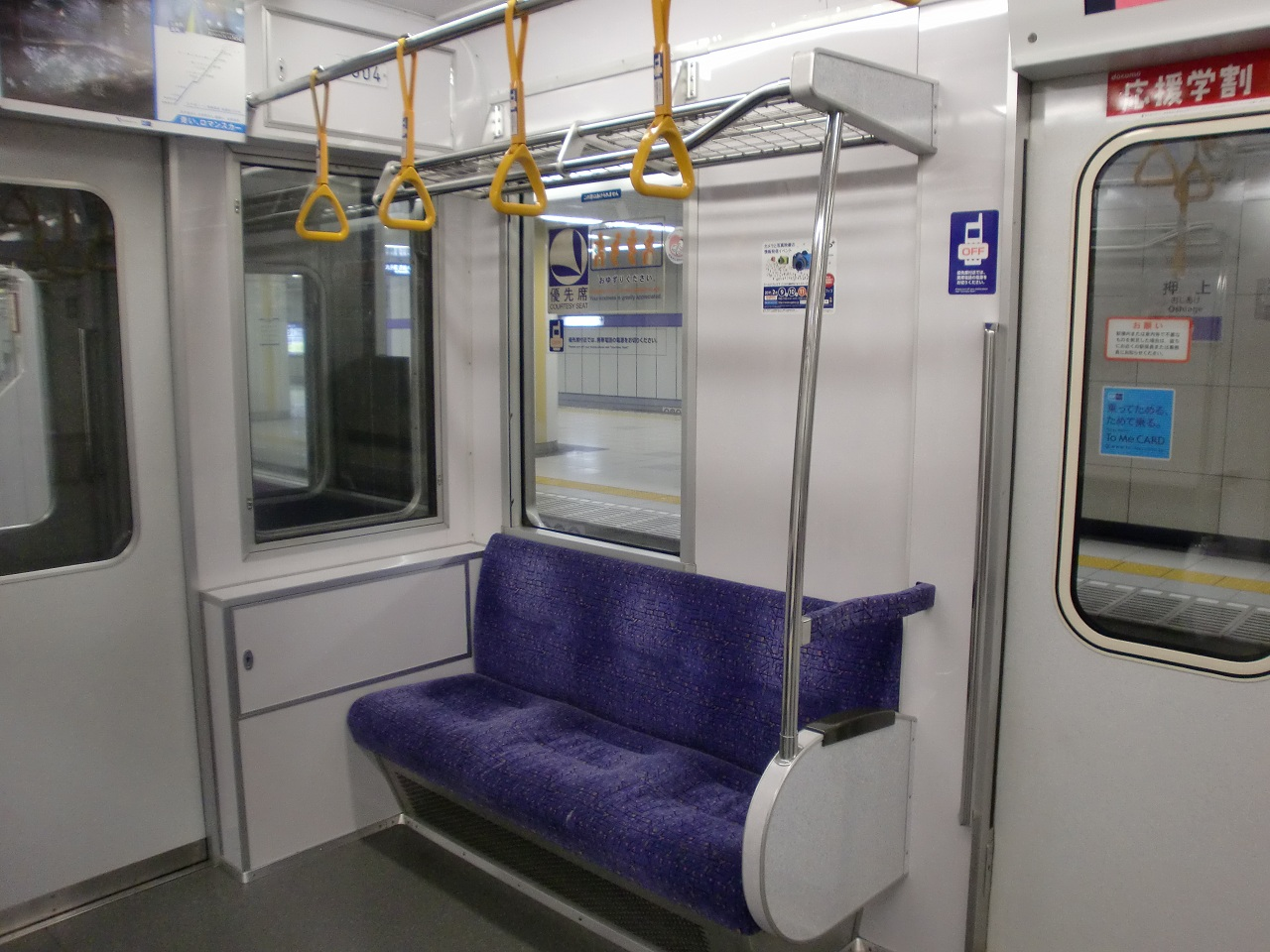
更新後の6次車の優先席 更新前とほぼ同様
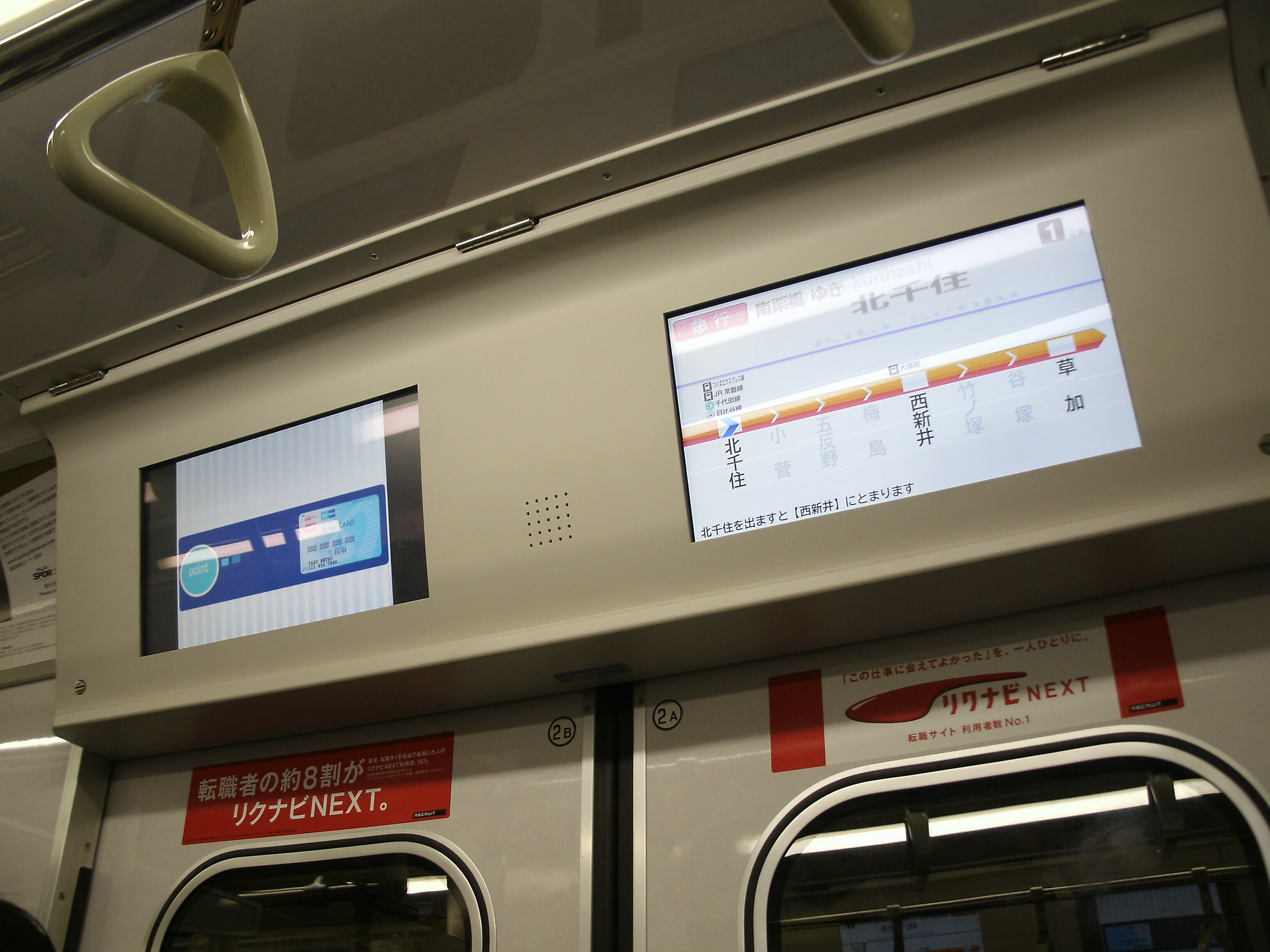
客用ドア上部に新設された17インチ液晶案内表示器

- 2011年度は第08編成のみに、2012年度は第12編成のみに施工された。
- 2013年以降の更新では車内照明がLED化された[26]。2013年度は第17編成のみに、2014年度は第19編成・第15編成・第14編成の順に施工された。
- 2015年、第10編成をもって全編成のB修工事を完了。同編成に「さよなら電機子チョッパ制御」のラッピングが施された[27]。

2016年から2018年にかけて、第01-04・06・09・10・12-14・16-19編成の行先表示器のフルカラーLED化が実施された。しかし2021年10月には、フルカラーLED表示器を搭載した第03・17編成と、3色LED表示器を搭載した第05・15編成との間で表示器のトレードが行われた。3色LED表示器へと戻された第03編成はその数週間後の11月に、第17編成は翌年6月に廃車となっている。

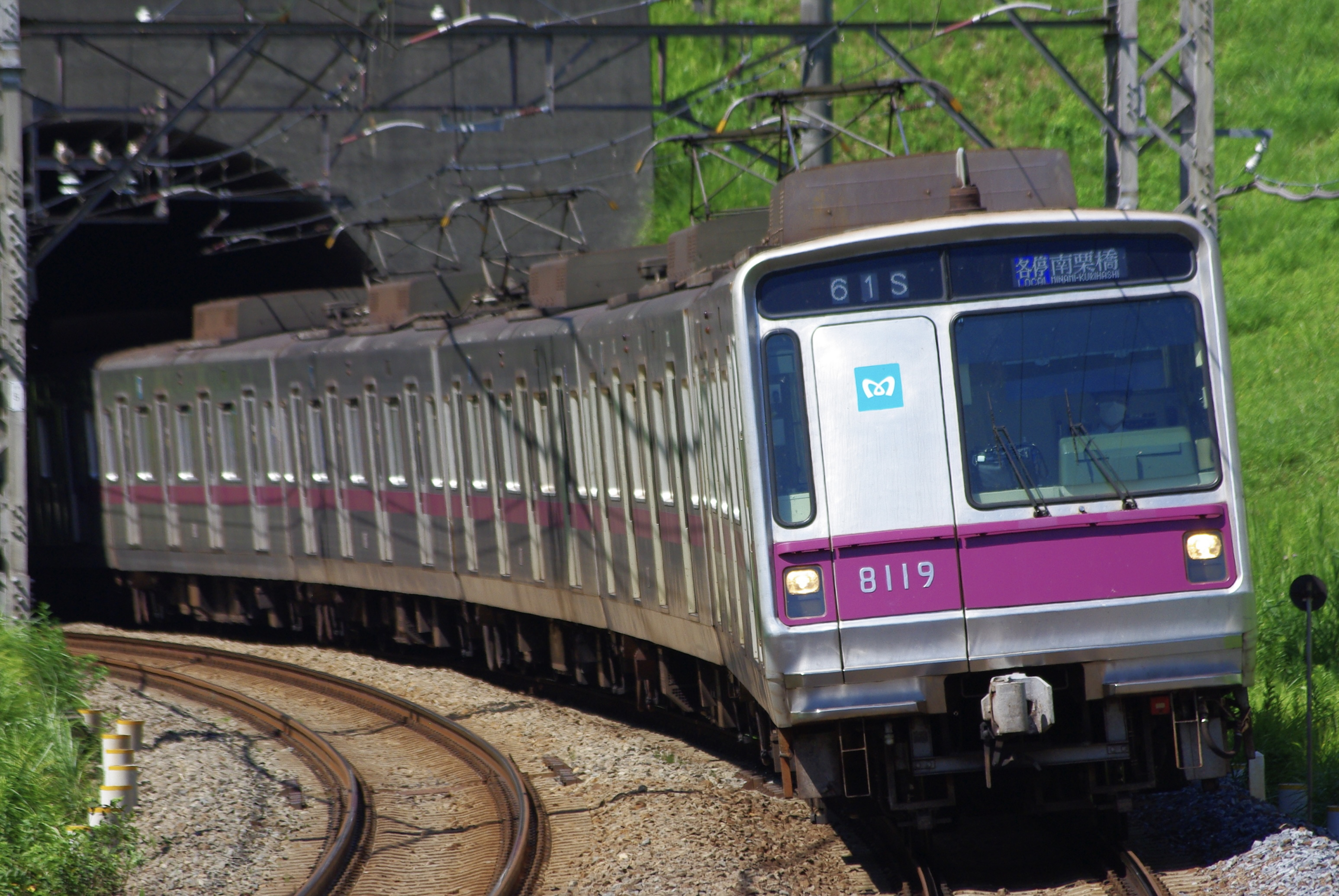
フルカラーLED化された第19編成

2021年11月から翌年12月にかけて、第01・04・06・09・10・15・16・18編成に対しデジタル無線への対応が鷺沼検車区及び新木場CRにて行われた。

## 今後の予定
東京メトロは、2019年（平成31年）3月26日に発表した中期経営計画「東京メトロプラン2021」内において、2024年（令和6年）度に予定されている半蔵門線へのCBTC導入に合わせ、新型車両の18000系を導入すると発表し、同系列は2021年（令和3年）8月7日から営業運転を開始した。
18000系は今後8000系と同数の計19編成を製造する予定であり、本系列は2025年度までに順次置き換えられる予定。